# Formula 1 – sezona 2020.
| FIA Svjetsko prvenstvo Formule 1 2020. | FIA Svjetsko prvenstvo Formule 1 2020. |
|                                        | Prvak                                  |
| -------------------------------------- | -------------------------------------- |
| Vozač                                  | Lewis Hamilton (Mercedes)              |
| Konstruktor                            | Mercedes                               |
| Prethodna sezona                       | Sljedeća sezona                        |
| 2019.                                  | 2021.                                  |
| Formula 2 – sezona 2020.               |                                        |
| Formula 3 – sezona 2020.               |                                        |

Formula 1 – sezona 2020. bila je 71. sezona svjetskog prvenstva Formule 1, koju je organizirala Međunarodna automobilistička federacija. Sezona je počela na Velikoj nagradi Austrije na trkačem vikendu između 3. i 5. srpnja, a završila je na Velikoj nagradi Abu Dhabija 13. prosinca. Naslov svjetskog prvaka je po sedmi put osvojio britanski vozač Lewis Hamilton čime je izjednačio rekord Michaela Schumachera. Kalendar je trebao imati rekordne 22 utrke u sezoni, no zbog pandemije koronavirusa, čak 13 utrka je otkazano. Prvi put u povijesti Formule 1 su se vozile Velika nagrada Štajerske, Velika nagrada 70. obljetnice, Velika nagrada Toskane, Velika nagrada Eifela, Velika nagrada Emilia Romagne i Velika nagrada Sakhira. Velika nagrada Portugala se vratila u Formulu 1 prvi put nakon 1996., dok se Velika nagrada Turske u Formulu 1 vratila prvi put nakon 2011. Formula 1 je prvi put vožena na stazama Mugello i Portimão. 
Mercedes je osvojio svoj sedmi uzastopni konstruktorski naslov, čime je oborio Ferrarijev rekord koji je između 1999. i 2004. osvojio šest uzastopnih konstruktorskih naslova. Ovo je bila prva sezona u Formuli 1 za Nicholasa Latifija, a bit će posljednja za Romaina Grosjeana i Kevina Magnussena. Nico Hülkenberg je nakon 2019. ostao bez vozačkog mjesta, no ove sezone se vratio na tri utrke kao zamjena za Lancea Strolla i Sergija Péreza. Momčad Scuderia Toro Rosso je prvi put ove sezone nastupila pod novim imenom - Scuderia AlphaTauri, dok će za momčad Racing Point ovo biti posljednja sezona pod tim imenom, pošto će se od 2021. momčad zvati Aston Martin.

## Vozači i konstruktori
| Konstruktor / Momčad                               | Šasija            | Motor                                  | Gume | #  | Vozač              | Utrke       |
| -------------------------------------------------- | ----------------- | -------------------------------------- | ---- | -- | ------------------ | ----------- |
| Mercedes Mercedes AMG Petronas F1 Team             | Mercedes F1 W11   | Mercedes M11 EQ Performance V6 t h 1.6 | P    | 44 | Lewis Hamilton     | 1−15, 17    |
| Mercedes Mercedes AMG Petronas F1 Team             | Mercedes F1 W11   | Mercedes M11 EQ Performance V6 t h 1.6 | P    | 63 | George Russell     | 16          |
| Mercedes Mercedes AMG Petronas F1 Team             | Mercedes F1 W11   | Mercedes M11 EQ Performance V6 t h 1.6 | P    | 77 | Valtteri Bottas    | Sve         |
| Ferrari Scuderia Ferrari                           | Ferrari SF1000    | Ferrari 065 V6 t h 1.6                 | P    | 5  | Sebastian Vettel   | Sve         |
| Ferrari Scuderia Ferrari                           | Ferrari SF1000    | Ferrari 065 V6 t h 1.6                 | P    | 16 | Charles Leclerc    | Sve         |
| Red Bull-Honda Aston Martin Red Bull Racing        | Red Bull RB16     | Honda RA620H V6 t h 1.6                | P    | 23 | Alexander Albon    | Sve         |
| Red Bull-Honda Aston Martin Red Bull Racing        | Red Bull RB16     | Honda RA620H V6 t h 1.6                | P    | 33 | Max Verstappen     | Sve         |
| McLaren-Renault McLaren F1 Team                    | McLaren MCL35     | Renault E-Tech 20 V6 t h 1.6           | P    | 4  | Lando Norris       | Sve         |
| McLaren-Renault McLaren F1 Team                    | McLaren MCL35     | Renault E-Tech 20 V6 t h 1.6           | P    | 55 | Carlos Sainz       | Sve         |
| Renault Renault DP World F1 Team                   | Renault R.S.20    | Renault E-Tech 20 V6 t h 1.6           | P    | 3  | Daniel Ricciardo   | Sve         |
| Renault Renault DP World F1 Team                   | Renault R.S.20    | Renault E-Tech 20 V6 t h 1.6           | P    | 31 | Esteban Ocon       | Sve         |
| AlphaTauri-Honda Scuderia AlphaTauri Honda         | AlphaTauri AT01   | Honda RA620H V6 t h 1.6                | P    | 10 | Pierre Gasly       | Sve         |
| AlphaTauri-Honda Scuderia AlphaTauri Honda         | AlphaTauri AT01   | Honda RA620H V6 t h 1.6                | P    | 26 | Daniil Kvjat       | Sve         |
| Racing Point-BWT Mercedes BWT Racing Point F1 Team | Racing Point RP20 | BWT Mercedes V6 t h 1.6                | P    | 11 | Sergio Pérez       | 1−3, 6−17   |
| Racing Point-BWT Mercedes BWT Racing Point F1 Team | Racing Point RP20 | BWT Mercedes V6 t h 1.6                | P    | 27 | Nico Hülkenberg    | 4−5, 11     |
| Racing Point-BWT Mercedes BWT Racing Point F1 Team | Racing Point RP20 | BWT Mercedes V6 t h 1.6                | P    | 18 | Lance Stroll       | 1−10, 12−17 |
| Alfa Romeo-Ferrari Alfa Romeo Racing Orlen         | Alfa Romeo C39    | Ferrari 065 V6 t h 1.6                 | P    | 7  | Kimi Räikkönen     | Sve         |
| Alfa Romeo-Ferrari Alfa Romeo Racing Orlen         | Alfa Romeo C39    | Ferrari 065 V6 t h 1.6                 | P    | 99 | Antonio Giovinazzi | Sve         |
| Haas-Ferrari Haas F1 Team                          | Haas VF-20        | Ferrari 065 V6 t h 1.6                 | P    | 8  | Romain Grosjean    | 1−15        |
| Haas-Ferrari Haas F1 Team                          | Haas VF-20        | Ferrari 065 V6 t h 1.6                 | P    | 51 | Pietro Fittipaldi  | 16−17       |
| Haas-Ferrari Haas F1 Team                          | Haas VF-20        | Ferrari 065 V6 t h 1.6                 | P    | 20 | Kevin Magnussen    | Sve         |
| Williams-Mercedes Williams Racing                  | Williams FW43     | Mercedes M11 EQ Performance V6 t h 1.6 | P    | 6  | Nicholas Latifi    | Sve         |
| Williams-Mercedes Williams Racing                  | Williams FW43     | Mercedes M11 EQ Performance V6 t h 1.6 | P    | 63 | George Russell     | 1−15, 17    |
| Williams-Mercedes Williams Racing                  | Williams FW43     | Mercedes M11 EQ Performance V6 t h 1.6 | P    | 89 | Jack Aitken        | 16          |

### Ostali vozači
| Vozač | Vozač           | Konstruktor        | Trening     |
| ----- | --------------- | ------------------ | ----------- |
| 88    | Robert Kubica   | Alfa Romeo-Ferrari | 2−3, 15, 17 |
| 40    | Jack Aitken     | Williams-Mercedes  | 2           |
| 40    | Roy Nissany     | Williams-Mercedes  | 6, 8, 15    |
| 50    | Mick Schumacher | Haas-Ferrari       | 17          |

- Vozači su nastupali na prvom slobodnom treningu u petak.

## Promjene u Formuli 1

### Vozačke promjene
Promjene unutar Formule 1
- Esteban Ocon:[1] Test vozač (Mercedes) → Renault

- Alexander Albon: Toro Rosso, Red Bull → Red Bull

- Pierre Gasly: Red Bull, Toro Rosso → AlphaTauri

Otišli iz Formule 1
- Robert Kubica:[2][3] Williams → DTM, Test vozač (Alfa Romeo)

- Nico Hülkenberg: Renault → ?

Došli u Formulu 1
- Nicholas Latifi:[4] Formula 2 → Williams

### Momčadske promjene
- Scuderia Toro Rosso je promijenila ime u Scuderia AlphaTauri.[5]
- Williams Racing je raskinuo ugovor s dosadašnjim naslovnim sponzorom ROKiT-om, te je formalno pokrenuo proces prodaje momčadi. Williams je nakon odlaska Martinija potpisao trogodišnji ugovor s ROKiT-om početkom 2019. Ugovor je produžen do kraja 2023. godine, no to se nije ispunilo, te su u Williamsu predstavili bolid u novim bojama prije početka sezone.[6]

### Kalendarske promjene
Utrke koje su trebale biti dio kalendara 2020., ali su zbog pandemije koronavirusa otkazane
- Velika nagrada Australije (15. ožujka)
- Velika nagrada Vijetnama (5. travnja)
- Velika nagrada Kine (19. travnja)[7]
- Velika nagrada Nizozemske (3. svibnja)
- Velika nagrada Monaka (24. svibnja)
- Velika nagrada Azerbajdžana (7. lipnja)
- Velika nagrada Kanade (14. lipnja)
- Velika nagrada Francuske (28. lipnja)
- Velika nagrada Singapura (20. rujna)
- Velika nagrada Japana (11. listopada)
- Velika nagrada Sjedinjenih Američkih Država (25. listopada)
- Velika nagrada Mexico Cityja (1. studenog)
- Velika nagrada Brazila (15. studenog)

Utrke koje su promijenile datum održavanja zbog pandemije koronavirusa
- Velika nagrada Bahreina (22. ožujka) → (29. studenog)
- Velika nagrada Španjolske (10. svibnja) → (16. kolovoza)
- Velika nagrada Velike Britanije (19. srpnja) → (2. kolovoza)
- Velika nagrada Mađarske (2. kolovoza) → (19. srpnja)
- Velika nagrada Abu Dhabija (29. studenog) → (13. prosinca)

Utrke koje su se vratile u Formulu 1
- Velika nagrada Portugala
- Velika nagrada Turske

Utrke koje su prvi put uvrštene u Formulu 1
- Velika nagrada Štajerske
- Velika nagrada 70. obljetnice
- Velika nagrada Toskane
- Velika nagrada Eifela
- Velika nagrada Emilia Romagne
- Velika nagrada Sakhira

### Tehničke promjene
- Svi vozači će ove sezone moći koristiti jednu komponentu više MGU-K; broj dozvoljenih MGU-K će biti tri, kao što su dozvoljene tri različite komponente motora s unutarnjim izgaranjem, turbopunjača i MGU-H. Ipak, broj dijelova kontrolne elektronike i baterije se neće mijenjati te će vozači imati na raspolaganju samo dva elementa. Povećanje broja MGU-K se prvenstveno radi zbog povećanja broja utrka s 21 na 22 čime će se staviti dodatan napor na pogonske jedinice.[8]

### Sportske promjene
- Povratak ciljne zastave za označavanje kraja utrke, umjesto svjetlosnog panela na ciljnoj ravnini kao pokazatelja kraja utrke.

- S obzirom na to da su se prošle sezone primijenile dvije kazne starta iz pitlanea zbog nezaustavljanja na obaveznom vaganju kod sudaca tijekom slobodnih treninga, taj dio pravila se odlučio izmijeniti jer je apsurdno da vozač bude kažnjen tako strogo za taj incident. Od ove sezone će svaki takav incident ići na razmatranje kod sudaca te će se vrlo vjerojatno dodjeljivati blaže kazne, pogotovo u slučaju da se takvo nešto dogodilo nepažnjom. Ipak, vaganje je i dalje obavezno ako suci to zatraže i momčadi moraju poštovati takve odluke.

- Na području preranog starta sa startne linije, vozači neće automatski dobivati drive-through kaznu za start prije nego što se crvena svijetla ugase, već će se o svakom ‘incidentu’ posebno odlučivati.

### Aerodinamičke promjene
- Prvih 50mm na prednjem krilu morati biti izrađeni od karbonskih vlakana što do sada nije bio slučaj jer su mnoge momčadi koristile metalne držače kako bi poboljšali čvrstoću svog krila. Držači flapova na krilu od metala će biti dozvoljeni 30mm iza početka prednjeg krila čime će se smanjiti mogućnost bušenja gume u slučaju kontakta dva bolida.

## Kalendar
| Rd. | Velika nagrada                  | Službeni naziv                                                | Staza               | Mjesto                         | Datum                       |
| --- | ------------------------------- | ------------------------------------------------------------- | ------------------- | ------------------------------ | --------------------------- |
| 1   | Velika nagrada Austrije         | Formula 1 Rolex Großer Preis von Österreich 2020              | Red Bull Ring       | Spielberg, Austrija            | 3. – 5. srpnja              |
| 2   | Velika nagrada Štajerske        | Formula 1 Pirelli Grosser Preis der Steiermark 2020           | Red Bull Ring       | Spielberg, Austrija            | 10. – 12. srpnja            |
| 3   | Velika nagrada Mađarske         | Formula 1 Aramco Magyar Nagydij 2020                          | Hungaroring         | Budimpešta, Mađarska           | 17. – 19. srpnja            |
| 4   | Velika nagrada Velike Britanije | Formula 1 Pirelli British Grand Prix 2020                     | Silverstone         | Silverstone, Velika Britanija  | 31. srpnja – 2. kolovoza    |
| 5   | Velika nagrada 70. obljetnice   | Emirates Formula 1 70th Anniversary Grand Prix 2020           | Silverstone         | Silverstone, Velika Britanija  | 7. – 9. kolovoza            |
| 6   | Velika nagrada Španjolske       | Formula 1 Aramco Gran Premio de España 2020                   | Barcelona-Catalunya | Montmeló, Španjolska           | 14. – 16. kolovoza          |
| 7   | Velika nagrada Belgije          | Formula 1 Rolex Belgian Grand Prix 2020                       | Spa-Francorchamps   | Stavelot, Belgija              | 28. – 30. kolovoza          |
| 8   | Velika nagrada Italije          | Formula 1 Gran Premio Heineken d'Italia 2020                  | Monza               | Monza, Italija                 | 14. – 6. rujna              |
| 9   | Velika nagrada Toskane          | Formula 1 Pirelli Gran Premio della Toscana Ferrari 1000 2020 | Mugello             | Scarperia e San Piero, Italija | 11. – 13. rujna             |
| 10  | Velika nagrada Rusije           | Formula 1 VTB Russian Grand Prix 2020                         | Soči                | Soči, Rusija                   | 25. – 27. rujna             |
| 11  | Velika nagrada Eifela           | Formula 1 Aramco Großer Preis der Eifel 2020                  | Nürburgring         | Nürburg, Njemačka              | 9. – 11. listopada          |
| 12  | Velika nagrada Portugala        | Formula 1 Heineken Grande Prémio de Portugal 2020             | Algarve             | Portimão, Portugal             | 23. – 25. listopada         |
| 13  | Velika nagrada Emilia Romagne   | Formula 1 Emirates Gran Premio dell'Emilia Romagna 2020       | Enzo e Dino Ferrari | Imola, Italija                 | 31. listopada – 1. studenog |
| 14  | Velika nagrada Turske           | Formula 1 DHL Turkish Grand Prix 2020                         | Istanbul Park       | Tuzla, Turska                  | 13. – 15. studenog          |
| 15  | Velika nagrada Bahreina         | Formula 1 Gulf Air Bahrain Grand Prix 2020                    | Bahrain             | Sakhir, Bahrein                | 27. – 29. studenog          |
| 16  | Velika nagrada Sakhira          | Formula 1 Rolex Sakhir Grand Prix 2020                        | Bahrain             | Sakhir, Bahrein                | 4. – 6. prosinca            |
| 17  | Velika nagrada Abu Dhabija      | Formula 1 Etihad Airways Abu Dhabi Grand Prix 2020            | Yas Marina          | Abu Dhabi, UAE                 | 11. – 13. prosinca          |

## Sažetak sezone
Max Verstappen je prije početka sezone potpisao novi trogodišnji ugovor s Red Bullom. Verstappenu je tada trenutni ugovor isticao na kraju ove sezone, a za 2021. ga se povezivalo s Ferrarijem i Mercedesom budući da se Red Bull za naslov nije borio od 2013. Nakon što je na kraju 2019. napustio Williams, Robert Kubica je nastavio karijeru u Formuli 1 kao rezervni vozač Alfa Romea, a u momčad je doveo i svoga sponzora PKN Orlen. Charles Leclerc je potpisao novi ugovor s Ferrarijem koji mu jamči ostanak u momčadi do kraja 2024. Debitant Nicholas Latifi odabrao je broj s kojim će nastupati u Formuli 1, a riječ je o broju šest s kojim je Nico Rosberg vozio od 2014. i s kojim je osvojio naslov prvaka 2016.
Fernando Alonso je odstupio s mjesta ambasadora McLarenove F1 momčadi koja je objavila da je došlo do raskida formalnih odnosa između dvije strane. Alonso se povukao iz Formule 1 na kraju 2018., ali je ostao dio McLarenove obitelji te je testirao njihov prošlogodišnji bolid MCL34.
Sean Bratches više neće obnašati dužnost upravljačkoga direktora komercijalnih operacija u Formuli 1, ali će nastaviti vršiti savjetodavnu ulogu iz SAD-a.
Liberty Media preuzela je Formulu 1 početkom 2017. godine, a na mjesto komercijalnog direktora postavljen je Bratches kako bi utemeljio komercijalnu grupu ‘svjetske klase’ kakva nije postojala pod prijašnjim vlasnicima. Ali nakon tri godine FOM i Bratches su se razišli.

### Red Bull Ring
Nova sezona započela je na VN Austrije (Formula 1 Rolex Großer Preis von Österreich 2020) na stazi Red Bull Ring. Trkači vikend se vozio od 3. do 5. srpnja, a FIA je upozorila vozače da će morati paziti na vožnju unutar granica staze u posljednja dva zavoja staze Red Bull Ring gdje su obično vozili prilično široko kako bi imali veću brzinu na pravcu. Prijašnjih godina FIA je na kritična mjesta na Red Bull Ringu postavljala visoke žute rubnike koji su znali oštetiti ovjese bolida, a ove godine dodali su elektronsku provjeru koja će bilježiti je li vozač izašao preširoko u određenom zavoju. Mercedes i njegovi klijenti za motore Racing Point i Williams su uveli novu specifikaciju pogonske jedinice na prvoj utrci sezone u Austriji nakon što su aktualni svjetski prvaci morali izvršiti preinake za bolju pouzdanost.
Kvalifikacije
Nakon što je bio najbrži na sva tri slobodna treninga u Austriji, Lewis Hamilton ipak nije bio najbrži i u kvalifikacijama. Pole position s vremenom od 1 minute i 2,939 sekunde je ostvario njegov momčadski kolega Valtteri Bottas. Tri minute prije kraja svi su krenuli po posljednje brze krugove danas. Bottas je izletio na šljunak i izazvao žutu zastavu. Međutim, nije došlo do nikakvog oštećenja. Hamilton nije popravio svoje vrijeme tako da je Bottasu vrijeme od prije, dominatno donijelo prvi pole position ove sezone i rekord staze Red Bull Ring. Max Verstappen je zauzeo treće mjesto. McLarenov Lando Norris uspio se ugurati na odlično četvrto mjesto ispred Alexa Albona. Šesti je bio Racing Pointov Sergio Perez, dok je sedmo mjesto zauzeo Ferrarijev Charles Leclerc. Iznenađenje kvalifikacija bio je Sebastian Vettel koji nije prošao u zavšnu kvalifikacijsku rundu, nego je zauzeo 11. mjesto. Bila je to još jedna potvrda velikih problema s ovogodišnjim bolidom Ferrarija. Prošle godine na istoj stazi Leclerc je osvojio pole position.
Utrka
Nakon drugog mjesta u kvalifikacijama, Lewis Hamilton je startao tek peti jer nije usporio pod žutim zastavama u kvalifikacijama, za što su ga suci kaznili tek nakon Red Bullove žalbe s tri mjesta kazne. Valtteri Bottas je dobro startao i zadržao vodstvo ispred Maxa Verstappena koji je bio na tvrđim medium gumama. Finac je zahvaljujući mekšim soft gumama ubrzo stvorio dvije do tri sekunde prednosti ispred Verstappena. No Red Bullove nade u borbi za pobjedu i postolje uništene su već nakon 11 krugova kad je Verstappen morao odustati zbog problema s hidraulikom, a Hamilton se uspio probiti do drugoga mjesta nakon što je prestigao Alexa Albona i Landa Norrisa. Daniel Ricciardo je bio drugi vozač koji je odustao i to već nakon 17 krugova zbog problema s pregrijavanjem svoga Renaulta R.S.20, a tri kruga kasnije odustao je i Lance Stroll u Racing Pointu te četiri kruga kasnije Kevin Magnussen u Haasu. Danac je zbog problema s kočnicama, samo produžio ravno u šljunak te na stazu poslao prvi sigurnosni automobil. Nakon što je automobil ušao, svi su otišli u boks po zaustavljanje. Mercedes je napravio dvostruku zamjenu, kao McLaren i Ferrari, a Sergio Pérez je prilikom izlaska skoro imao kontakt s Norrisom, no Britanac je uspio izaći ispred Racing Pointa. Nakon što je sigurnosni automobil ušao u boks, Carlos Sainz je krenuo u napad na Charlesa Leclerca. Pokušao je napad u trećem zavoju, no, s unutarnje strane je od iza došao Sebastian Vettel, koji je udario u zadnji dio McLarena te se izvrtio na stazi. Nijemac je pao na samo začelje poretka.
Mercedes je suvereno držao vodeće dvije pozicije, ali i upozorio svoje vozače da moraju izbjegavati rubnike zbog problema s mjenjačem, što nije išlo na ruku Hamiltonu koji je pokušavao prestići Bottasa i približio mu se na četiri desetinke sekunde. Dvadesetak krugova prije kraja, na stazu je izašao sigurnosni automobil zbog odustajanja Georga Russella u Williamsu, što je neutraliziralo utrku i omogućilo vozačima da promijene gume uz manji gubitak vremena. Mercedesov dvojac nije mijenjao gume, ali to je učinio Albon i uzeo set soft guma koji mu je omogućio napad na Péreza, kojega je uspio prestići neposredno prije nego što su opet proglašeni uvjeti sigurnosnoga automobila jer je Kimiju Räikkönenu otpao kotač u posljednjem sektoru. Albon je na idućem ponovljenom startu napao Hamiltona s vanjske strane četvrtoga zavoja, ali je kao i u Brazilu prošle godine došlo do kontakta koji je Albona poslao van staze dok je Hamilton kažnjen s pet sekundi. Bottas je stigao do osme pobjede u Formuli 1, dok se Leclerc uspio probiti do trećega mjesta prestigavši Norrisa i Péreza, a na kraju je završio drugi zbog Hamiltonove kazne dok je Norris osvojio prvo postolje u F1 karijeri, te ostvario najbrži krug utrke. Hamilton je završio četvrti, a Sainz je upotpunio dobar dan za McLaren na petom mjestu ispred Péreza kojega je prestigao u samoj završnici. Esteban Ocon je u svom F1 povratku završio osmi za Renault, Antonio Giovinazzi je donio dva boda Alfa Romeu na devetom mjestu, a Vettel je osvojio posljednji bod. Nicholas Latifi je u svojoj prvoj F1 utrci skoro osvojio bodove i završio 11. za Williams.
| Poredak vozača nakon utrke | Poredak vozača nakon utrke | Poredak vozača nakon utrke |
| -------------------------- | -------------------------- | -------------------------- |
| 1.                         | Valtteri Bottas            | 25                         |
| 2.                         | Charles Leclerc            | 18                         |
| 3.                         | Lando Norris               | 16                         |
| 4.                         | Lewis Hamilton             | 12                         |
| 5.                         | Carlos Sainz               | 10                         |

| Poredak konstruktora nakon utrke | Poredak konstruktora nakon utrke | Poredak konstruktora nakon utrke |
| -------------------------------- | -------------------------------- | -------------------------------- |
| 1.                               | Mercedes                         | 37                               |
| 2.                               | McLaren-Renault                  | 26                               |
| 3.                               | Ferrari                          | 19                               |
| 4.                               | Racing Point-BWT Mercedes        | 8                                |
| 5.                               | AlphaTauri-Honda                 | 6                                |

Tjedan dana nakon Austrije, sezona je nastavljena na VN Štajerske (Formula 1 Pirelli Großer Preis der Steiermark 2020) na Red Bull Ringu, stazi koja je bila domaćin i druge utrke sezone. To je bilo prvi put u povijesti Formule 1 da su u jednoj sezoni dvije utrke vožene na istoj stazi.
Kvalifikacije
Nakon što su Max Verstappen i Sergio Pérez bili najbrži na prva dva treninga u petak, onaj treći trening u subotu ujutro je odgođen zbog prevelike kiše. U pitanje su došle i kvalifikacije, ali nakon duže odgode zbog previše vode na stazi, ipak su počele 45 minuta kasnije od dogovorene satnice, a vozači su cijelo vrijeme koristili isključivo plavo označene wet gume za puno vode na stazi. U prvoj kvalifikacijskoj rundi ispali su: Kimi Räikkönen, Nicholas Latifi, Antonio Giovinazzi, Romain Grosjean koji jedini nije postavio vrijeme nakon izlijetanja na početku kvalifikacija, te iznenađujuće Pérez u Racing Pointu. U drugoj kvalifikacijskoj rundi su ispali: Charles Leclerc, George Russell, Lance Stroll, Daniil Kvjat i Kevin Magnussen. Lewis Hamilton i Verstappen rušili su najbolja vremena u posljednjem dijelu kvalifikacija, ali najbrži je na kraju bio Hamilton s velikih 1,216 sekundi prednosti ispred Verstappena i 1,428 sekundi prednosti ispred momčadskog kolege Valtterija Bottasa. Iznenađenje kvalifikacija je priredio Carlos Sainz u McLarenu, koji se kvalificirao na trećem mjestu.
Leclerc je nakon kvalifikacija bio pod dvije zasebne istrage, a proglašen je krivim za ometanje Kvjata u AlphaTauriju u posljednja dva zavoja, te je zaradio tri mjesta kazne na gridu. Kaznu od pet mjesta na gridu je zaradio i Giovinazzi zbog promjene mjenjača, no kako je ostvario pretposljednje vrijeme kvalifikacija, a posljednji Grosjean nije niti odradio mjereni krug, Giovinazzi je startao na istoj poziciji. Još ranije u petak prije kvalifikacija, kaznu od tri mjesta na gridu je dobio Norris. Latifi je stao na stazi nakon pola sata prvoga treninga zbog problema s mjenjačem, a na stazi su nastupili uvjeti žute zastave prije nego što je trening nakratko prekinut kako bi se Williams maknuo sa staze. Norris je za vrijeme žutih zastava prestigao Gaslyja što su FIA-ini suci zabilježili i dodijelili mu tri mjesta kane i dva kaznena boda.
Utrka
Start je za vrh poretka prošao relativno mirno i bez promjena, no u sredini poretka došlo je do unutarmomčadskog kaosa dva Ferrarija. Charles Leclerc je u trećem zavoju prešao preko velikog rubnika, a zatim je "zajahao" stražnji kraj Sebastiana Vettela. Vettel je ostao bez stražnjeg krila te je morao odustati, dok je Leclerc zbog oštećene podnice odustao u petom krugu. Na stazi je nakratko bio sigurnosni automobil zbog krhotina ostalih nakon sudara Ferrarija. Utrka je nastavljena u četvrtom krugu, a najveći incident u tom krugu bio je onaj Georgea Russella. Mladi Britanac prenio je dobar tempo iz kvalifikacija u utrku, no sve je uprskao izlijetanjem u šljunak u zavoju 5, što ga je bacilo na samo začelje. U idućih nekoliko krugova Carlos Sainz izgubio je sjajno treće mjesto osvojeno u kvalifikacijama – prošli su ga Valtteri Bottas i Alexander Albon. 
Prvi od vodećih koji je krenuo u boks bio je Max Verstappen u 25. krugu. Verstappen je sa softa prešao na medium, baš kao i Lewis Hamilton dva kruga kasnije. Krug između Esteban Ocon je parkirao bolid u boksu nakon vožnje na sedmom mjestu zbog problema s hlađenjem. Većina promjena guma odrađena je do 40. kruga, a najveći gubitnik bio je Sainz nakon velikih problema McLarenove momčadi pri promjeni stražnje lijeve gume. Španjolac je izgubio mjesto u odnosu na Daniela Ricciarda, Lancea Strolla i Sergija Péreza, s kojim je nakratko imao borbu koju je izgubio. Pérez se nakon borbe sa Sainzom odvojio i zatim prošao Strolla i Ricciarda u roku devet krugova. Perez je ušao u DRS zonu Albonu koji je bio miljama iza prve trojice, a Sainz je propustio Landa Norrisa za osmo mjesto nakon što mu se Britanac također približio na manje od sekunde zaostatka. Stroll je nakon boksa pokazao dobar tempo, ali onda je zaglavio iza Ricciarda.
Bottas je napao Verstappena u 66. krugu, ali se Verstappen sjajno obranio držeći vanjsku putanju na izlazu iz zavoja 4. Međutim, to je odgodilo Bottasov prolazak za samo jedan krugu. U 67. krugu Bottas je prošao Verstappena na istom mjestu. Verstappen je nakon toga otišao po soft gume jer je Albon bio predaleko, ali upao je u gužvu zaostalih za krug i nije uspio odvoziti najbrži krug. Pérez je u četvrtom zavoju zamalo upropastio Albonovu utrku na identičan način na koji je to napravio Hamilton prošlog tjedna, no ovog puta je Albon izdržao udarac u stražnju desnu gumu i ostao na stazi. Pérez je pritom oštetio prednje krilo i počeo značajno gubiti tempo. Iza se Stroll i dalje mučio s Ricciardom, što je iskoristio Norris da se približi. U 70. krugu Stroll kreće u agresivan napad s unutarnje strane zavoja 3 i gura Ricciarda sa staze – suci su objavili kako će taj potez istražiti. Ricciardo je zbog toga pao iza Norrisa, a u idućem, posljednjem krugu Britanac prolazi Strolla u zavoju 4. Pérezu se prednje krilo potpuno raspalo i u zadnjem zavoju, Norris prolazi na peto mjesto. Stroll i Ricciardo ušli su u cilj praktički poravnati s njim, no nedostajalo im je nekoliko stotinki da prođu Meksikanca.
Hamilton je bez ikakvih problema kontrolirao utrku s pole positiona, te stigao do 85. pobjede u Formuli 1. Planove za najbrži krug i dodatni bod pokvario mu je Sainz koji je pretkraj utrke dobio novi set softa i odvozio prvi najbrži krug u F1 karijeri, te završio deveti i prvi je vozač koji je kasnio više od kruga za pobjednikom, a Daniil Kvjat je osvojio posljednji bod na utrci za AlphaTauri.
| Poredak vozača nakon utrke | Poredak vozača nakon utrke | Poredak vozača nakon utrke |
| -------------------------- | -------------------------- | -------------------------- |
| 1.                         | Valtteri Bottas            | 43                         |
| 2.                         | Lewis Hamilton             | 37                         |
| 3.                         | Lando Norris               | 26                         |
| 4.                         | Charles Leclerc            | 18                         |
| 5.                         | Sergio Pérez               | 16                         |

| Poredak konstruktora nakon utrke | Poredak konstruktora nakon utrke | Poredak konstruktora nakon utrke |
| -------------------------------- | -------------------------------- | -------------------------------- |
| 1.                               | Mercedes                         | 80                               |
| 2.                               | McLaren-Renault                  | 39                               |
| 3.                               | Red Bull-Honda                   | 27                               |
| 4.                               | Racing Point-BWT Mercedes        | 22                               |
| 5.                               | Ferrari                          | 19                               |

### Hungaroring
Treća utrka sezone vozila se na stazi Hungaroring za VN Mađarske (Formula 1 Aramco Magyar Nagydíj 2020) između 17. i 19. srpnja. Uoči utrke, stigla je vijest da se Fernando Alonso sljedeće sezone vraća u Formulu 1. Glasine o povratku Španjolca u Renault su kružile već neko vrijeme, a sada su bile i službeno potvrđene.
Kvalifikacije
Nakon što je već vozio na prvom slobodnom treningu prošloga vikenda na Red Bull Ringu, Robert Kubica je i u Mađarskoj nastupio na treningu u petak vozeći Alfa Romeo. Mercedesovi vozači su bili najbrži na prvom i trećem slobodnom treningu, dok je na drugom kišnom treningu najbrži bio Sebastian Vettel. Mercedes je dominirao i u kvalifikacijama. Lewis Hamilton osvojio je drugi pole position ove sezone i sedmi u Mađarskoj u 14 nastupa odvozivši sjajan krug u posljednjem dijelu kvalifikacija i time postavio novi rekord staze Hungaroring. Drugoplasirani Valtteri Bottas je kasnio 0,107 sekunde, dok su se u drugom startnom redu smjestili bolidi Racing Pointa Lancea Strolla i Sergija Péreza. Peti i šesti završili su Ferrarijevi vozači Sebastian Vettel i Charles Leclerc, a Max Verstappen je bio tek sedmi nakon što je prošle godine bio na pole positionu i ove godine trebao biti glavna konkurencija Mercedesu. Lando Norris i Carlos Sainz plasirali su se u treću kvalifikacijsku rundu za McLaren, a iako su nakon prvih krugova bili ispred Ferrarijevih vozača nakon drugih krugova završili su osmi i deveti, ispred Pierrea Gaslyja u AlphaTauriju koji nije nastupio u završnoj kvalifikacijskoj rundi zbog problema s pogonskom jedinicom. George Russell je druge kvalifikacije zaredom uspio proći u Q2 za Williams i završio sjajan 12., samo dvije desetinke od prolaza u Q3, a njegov momčadski kolega Nicholas Latifi također je prošao u Q2 i završio 15., što je prvi dvostruki plasman u Q2 za Williams od VN Italije 2018. Kimi Räikkönen je prvi put u svojoj karijeri u Formuli 1 od 2001., kvalifikacije završio na posljednjem mjestu, iza momčadskog kolege Antonija Giovinazzija.
Utrka
Uoči starta utrke, na putu od boksa do grida, Max Verstappen se na mokroj stazi razbio u 12. zavoju i završio s "nosom" bolida u barijerama, ali nevjerojatan pothvat Red Bullovih mehaničara omogućio mu je da starta utrku s potpuno popravljenim bolidom. U formacijskom krugu, Haasovi vozači Kevin Magnussen i Romain Grosjean se nisu pojavili na startnom gridu, nakon što su odmah otišli u boks po slick gume, te su startali iz boksa. Ostali vozači su bili na gumama za kišu koja nije pada, ali staza još nije bila potpuno suha.
Valtteri Bottas se na startu pomaknuo prije gašenja svjetala, ali je ostao unutar svoga startnog mjesta pa nije kažnjen iako je izgubio nekoliko pozicija i pao na sedmo mjesto. Verstappen je briljirao na startu i ubrzo se probio do trećega mjesta iza Lewisa Hamiltona i Lancea Strolla. Hamilton se nakon promjene guma vratio u vodstvo ispred Verstappena, a Stroll je zapeo iza dva vozača Haasa koji su gume promijenili na kraju kruga za zagrijavanje, dok je Charles Leclerc je jedini među vodećima dobio soft gume na koje se ubrzo počeo žaliti.
Vozačima su trkaći inženjeri govorili da se uskoro očekuje još kiše, ali do toga ipak nije došlo pa je Bottas prvi od vodećih drugi puta ušao u boks u 33. krugu i prestigao Strolla koji je u boks ušao dva kruga kasnije. Verstappen i Hamilton svoje su promjene guma obavili u 36. i 37. krugu, a Bottas je krenuo smanjivati Verstappenovu prednost na medium gumama. Bottas je u 45. krugu sustigao Verstappena, ali Mercedes se odlučio pozvati ga još jednom u boks jer je imao dovoljno veliku prednost da ne izgubi nijednu poziciju te su mu stavili nove hard gume. Iako je Bottas ispočetka počeo drastično skidati Verstappenovu prednost, na kraju ga je sustigao tek pred kraj utrke, ali ga nije uspio napasti iako je bio manje od sekunde iza njega u posljednjim krugovima.
Alexander Albon je imao dobru utrku za Red Bull nakon starta s 13. mjesta te je uspio završiti peti prestigavši Sebastiana Vettela nakon njegove pogreške u drugom zavoju, a četverostruki svjetski prvak završio je šesti za Ferrari, s krugom zaostatka za Hamiltonom. Sergio Pérez je imao loš start i izgubio nekoliko pozicija, ali se uspio oporaviti te je stigao do sedmoga mjesta. Iako je bio vidljivo brži, nije uspio prestići šestoplasiranog Vettela u završnici. Daniel Ricciardo je nakon starta s 11. mjesta završio osmi za Renault ispred Magnussena i Carlos Sainza koji je prestigao Leclerca u borbi za posljednji bod. Leclerc je ostao bez bodova na 11. mjestu za Ferrari nakon što mu je odluka momčadi da mu na početku utrke stavi soft gume uništila utrku, a Daniil Kvjat je završio 12. za AlphaTauri, uz odustajanje Pierrrea Gaslyja zbog pogonske jedinice. Hamilton je stigao do svoje 86. pobjede u Formuli 1, s 8,702 sekundi ispred Verstappena, i 9,452 sekundi ispred Bottasa.
| Poredak vozača nakon utrke | Poredak vozača nakon utrke | Poredak vozača nakon utrke |
| -------------------------- | -------------------------- | -------------------------- |
| 1.                         | Lewis Hamilton             | 63                         |
| 2.                         | Valtteri Bottas            | 58                         |
| 3.                         | Max Verstappen             | 33                         |
| 4.                         | Lando Norris               | 26                         |
| 5.                         | Alexander Albon            | 22                         |

| Poredak konstruktora nakon utrke | Poredak konstruktora nakon utrke | Poredak konstruktora nakon utrke |
| -------------------------------- | -------------------------------- | -------------------------------- |
| 1.                               | Mercedes                         | 121                              |
| 2.                               | Red Bull-Honda                   | 55                               |
| 3.                               | McLaren-Renault                  | 41                               |
| 4.                               | Racing Point-BWT Mercedes        | 40                               |
| 5.                               | Ferrari                          | 27                               |

### Silverstone
Nakon tri tjedna utrkivanja zaredom, Formula 1 je pauzirala tjedan dana, te se vratila na stazu Silverstone u vikendu između 31. srpnja i 2. kolovoza za Veliku nagradu Velike Britanije (Formula 1 Pirelli British Grand Prix 2020). Uoči utrke momčad Scuderia Ferrari Mission Winnow restrukturirala je svoj tehnički odjel kako bi bio učinkovitiji i imao bolji fokus na razvoju performansi nakon razočaravajuće prve tri utrke sezone u kojima je SF1000 bio daleko od najbržeg Mercedesa. McLaren je potvrdio višegodišnje partnerstvo s naftnim gigantom Gulf Oil s kojim su surađivali od samih početaka svoga postojanja. Gulf i McLaren suradnju su započeli 1968. i nastavili do kraja 1973., a njihovi bolidi u Formuli 1 i Can-Am prvenstvu osvojili su više od 40 utrka prije nego što su obnovili suradnju sredinom 90-ih. Najveća vijest došla je neposredno prije kvalifikacija, kada je objavljeno da je Sergio Pérez pozitivan na COVID-19, te da zbog toga propušta dvije utrke na Silverstoneu. Kao njegova zamjena su se spominjali Mercedesovi test vozači Stoffel Vandoorne i Esteban Gutiérrez, no Vandoorne se spremao za utrku Formule E, dok je Gutiérrez zadnju utrku Formule 1 odvozio 2016., te nije imao dovoljno bodova za superlicencu i nastup na utrci Formule 1. Stoga je izbog pao na Nicu Hülkenberga.
Kvalifikacije
Lewis Hamilton u ključnom je trenutku kvalifikacija bio brži od momčadskog kolege Valtterija Bottasa iako je izletio u drugom dijelu kvalifikacija, a Mercedes je bio brži od svih ostalih više od sekundu. Hamilton je izazvao crvenu zastavu u drugom dijelu kvalifikacija izvrtivši se u sedmom zavoju, a iako je i u prvom i u drugom dijelu najbrži bio Bottas, Hamilton je uspio okrenuti redoslijed u ključnom trećem dijelu kvalifikacija. Max Verstappen je bio treći najbrži prestigavši Charlesa Leclerca u posljednjim sekundama kvalifikacija, ali s velikih 1,022 sekundi zaostatka za Hamiltonom, dok je Verstappenov momčadski kolega Alexander Albon ispao u drugoj kvalifikacijskoj rundi. McLaren se, kao i Mercedes, Ferrari i Renault, plasirao s oba bolida u posljednju kvalifikacijsku rundu, a Lando Norris je na petom mjestu bio dvije desetinke brži od Carlosa Sainza koji je završio sedmi, ispred dva vozača Renaulta. Daniel Ricciardo je bio točno dvije desetinke brži od Estebana Ocona, dok je Sebastian Vettel bio najsporiji u Q3 s više od dvije sekunde zaostatka za Hamiltonom.
Utrka
I dok se veći dio Europe pržio na temperaturama iznad 30° celzija, Silverstone je u nedjelju vozače i bolide dočekao na ugodnih 20°. Mnogi su bili skloni zazivati vrućinu, ne bi li ona možda barem donekle poremetila superiornost Mercedesovih bolida, no rivalima svjetskih prvaka preostalo je samo maštati o takvom scenariju. Uoči utrke, George Russell je zbog nepoštovanja žutih zastava za vrijeme prve kvalifikacijske runde dobio kaznu od pet mjesta pomicanja na gridu. Russell je treći put zaredom prošao u drugu rundu kvalifikacija, gdje je završio na 15. poziciji. No, sporna situacija se dogodila krajem prve runde, kada se njegov momčadski kolega, Nicholas Latifi, izvrtio na stazi nakon čega su bile pokazane žute zastave. Britanac je preko radija rekao kako je definitivno usporio kada su pokazane zastave, no, upravo taj krug je odvozio svoje najbrže vrijeme runde. Suci su procijenili kako je ipak prekršio pravila objašnjavajući kako ga momčad nije upozorila da odustane od brzog kruga, ignorirajući pritom bilješku direktora utrke, Michaela Masija, koja je izdana ranije ovog tjedna o postavljanju vremena prilikom žutih zastava. Nico Hülkenberg nije uspio startati utrku, kada njegova momčad nije bila u mogućnosti pokrenuti pogonsku jedinicu, zbog problema s vijka unutar kvačila.
Vrlo tijesno bilo je između dvojice Mercedesovih vozača u prvom zavoju. Valtteri Bottas je imao dobar start, ali Lewis Hamilton se nekako ipak održao u vodstvu. Iza njihovih leđa vodila se velika borba između Maxa Verstappena i Charlesa Leclerca. Ferrarijev vozač kratko je bio treći, ali Max se dobro snašao kroz zavoje 3 i 4. Burno je bilo od petog do devetog mjesta, Lando Norris je u prvom krugu izgubio dvije pozicije jer su se ispred njega probili timski mu kolega Carlos Sainz i Daniel Ricciardo u Renaultu. Na kraju prvog kruga došlo je do kontakta između Alexa Albona i Kevina Magnussena. Bila je to borba za 12. mjesto, a vozač Haasa udario je u zaštitnu ogradu i ostao u šljunku pored staze. U akciju je morao sigurnosni automobil koji je predvodio kolonu sljedeća četiri kruga. Kad je utrka nastavljena, Albon je javio kako osjeća vibracije pa skrenuo u boks po nove gume. Vratio se na stazu na tvrđoj komponenti, nadajući se da će izdržati do cilja. Njegov ionako loš vikend doživio je novi udarac kad su mu suci dodijelili kaznu od pet sekundi zbog izazivanja sudara. Bottas je nakon prve petine utrke kasnio sekundu i pol za Hamiltonom, Verstappen više od pet, a Leclerc 13 sekundi. Međutim, sve je to palo u vodu u 13. krugu kad je nesreću doživio Daniil Kvjat. Vozač AlphaTaurija vozio se na 12. mjestu i odjednom izgubio stražnji dio bolida u zavoju Maggots. Udarac u ogradu bio je žestok, no Rus je srećom prošao bez ozlijeda te odšetao s mjesta nesreće. Sigurnosni automobil ponovno je morao na stazu, a akcija se preselila u pit lane. Gotovo svi vozači požurili su na promjenu guma, svi redom prešli na hard. Iznimka je bio Romain Grosjean, koji je ostao na stazi na medium gumama i vozio se na petom mjestu.
Drugi restart dogodio se u 19. krugu. Hamilton je svoj posao odradio bez pogreške, a zanimljivo je bilo od šestog do osmog mjesta. Ricciardo se upustio u žestoku borbu s dvojicom vozača McLarena i nije dobro prošao. Izgubio je poziciju od Norrisa, koji je umalo prestigao i momčadskog kolegu Sainza, ali nakon kratkog izlaska van staze morao je ostati iza Španjolca. U 22. krugu Grosjean, još uvijek na gumama na kojima je startao, morao je prepustiti peto mjesto Sainzu, a ubrzo se našao pod pritiskom Norrisa i Ricciarda, a usput mu je pokazana i crno-bijela zastava zbog nesportskog ponašanja jer si je uzeo previše slobode u branjenju od Sainzovih napada. Za to vrijeme Hamilton i Bottas izmjenjivali su najbrže krugove utrke, a razlika između njih varirala je između jedne i dvije sekunde. Verstappen je u 30. krugu za vodećim kasnio osam sekundi, a četvrtoplasirani Leclerc gotovo 20 sekundi. Albon je u 31. krugu ponovno bio u boksu. Odradio je kaznu od pet sekundi i prešao na medium gume. Novi kažnjenik bio je Antonio Giovinazzi koji je dobio pet sekundi jer nije poštivao pravila dok je na stazi boravio sigurnosni automobil. Grosjean je ozbiljno izazivao suce, u 37. krugu je ponovno imao riskantne poteze pri branjenju od Ricciarda, a onda je izgubio poziciju i od Lancea Strolla pa napokon skrenuo u boks po nove gume.
Vikend Sebastiana Vettela nije se nimalo poboljšao tijekom utrke. Kad je Grosjean skrenuo u boks, došao je na desetu poziciju s koje je i startao, ali ubrzo je izgubio dvoboj s Pierreom Gaslyjem. Esteban Ocon je pretekao Strolla za 8. mjesto u 46. krugu, a iz pozadine se probijao Albon. Na novijim i bržim gumama lako se riješio vozača Williamsa i Alfe Romea, pa pokušavao uhvatiti Vettela na 11. mjestu. Kimi Räikkönen je ostao bez prednjeg krila te imao kratki izlet van staze, a tri kruga prije kraja Gasly je prošao Strolla na 9. mjestu.
Činilo se da Mercedes ide prema dvostrukoj pobjedi, no završni krugovi bili su doista šokantni. Prvo je Bottasu probušena guma i morao je u boks da bi na kraju ciljem prošao 11. Ista sudbina zadesila je i Sainza, koji je osvojio tek 13. poziciju, nakon što je veći dio utrke bio peti. Verstappen je otišao u boks s druge pozicije, a onda je u posljednjem krugu i Hamiltonova guma doživjela istu sudbinu kao Bottasova. Britanac je nekako ipak uspio doći do cilja na tri čitave gume, samo 5,8 sekundi ispred jurećeg Verstappena, koji je postavio i najbrži krug utrke. Slijedili su Leclerc, Ricciardo i Norris. Iz tog kaosa Gasly je izašao kao sedmi, Albon je dohvatio osmo mjesto, a posljednje dvije pozicije koje donose bodove zauzeli su Stroll i Vettel.
| Poredak vozača nakon utrke | Poredak vozača nakon utrke | Poredak vozača nakon utrke |
| -------------------------- | -------------------------- | -------------------------- |
| 1.                         | Lewis Hamilton             | 88                         |
| 2.                         | Valtteri Bottas            | 58                         |
| 3.                         | Max Verstappen             | 52                         |
| 4.                         | Lando Norris               | 36                         |
| 5.                         | Charles Leclerc            | 33                         |

| Poredak konstruktora nakon utrke | Poredak konstruktora nakon utrke | Poredak konstruktora nakon utrke |
| -------------------------------- | -------------------------------- | -------------------------------- |
| 1.                               | Mercedes                         | 146                              |
| 2.                               | Red Bull-Honda                   | 78                               |
| 3.                               | McLaren-Renault                  | 51                               |
| 4.                               | Ferrari                          | 43                               |
| 5.                               | Racing Point-BWT Mercedes        | 42                               |

Uoči pete utrke prvenstva, Velike nagrade 70. obljetnice (Emirates Formula 1 70th Anniversary Grand Prix 2020) na stazi Silverstone koja se vozila 9. kolovoza, stigla je vijest da je FIA kaznila Racing Point s 400 000 eura kazne i oduzimanjem 15 konstruktorskih bodova, nakon što je prihvatila Renaultov protest, te nemogućnost dokazivanja Racing Pointa da je dizajn usisnika za hlađenje stražnjih kočnica njihov, a ne kopija Mercedesovog dizajna iz 2019.
“Racing Point je imao prilike tijekom 2019. godine kontaktirati FIA-u i objasniti svoje namjere oko sustava kočnica, što bi razjasnilo potencijalnu sivu zonu. Te komponente su se mogle kupiti od drugih ekipa 2019., ali od 2020. moraju biti dizajnirane i izrađene od strane ekipe. Racing Point je odlučio da neće kontaktirati FIA-u iako se radi o poznatom procesu kojeg često koriste F1 ekipe. Sportski pravilnik nalaže da ta komponenta bude dizajnirana od strane ekipe. Racing Point je izložio argument da proces dizajna započinje s neke startne pozicije u bilo kojem obliku, a onda se nastavlja sve do dijela kad se nacrti kreću izrađivati. Suci su nakon preslušavanja različitih mišljenja zaključili da proces ima širu bazu od one koju je Racing Point predstavio, te da ta početna startna pozicija dizajna mora biti zabilježena kao odgovor na pitanje – tko je dizajnirao taj dio. S obzirom na to da suci smatraju kako dizajnerski rad Racing Pointa na ovoj komponenti nema ni približno utjecaja kao originalni dizajn Mercedesa – zaključujemo da je osnovni dizajner bio Mercedes, a ne Racing Point.” -FIA
Kvalifikacije
Prije trkaćeg vikenda, organizatori na Silverstoneu su postavili novu pasicu na izlazu iz zavoja Becketts nakon problema s gumama koje su imale momčadi prošlog vikenda. Nakon što su Mercedesovi vozači bili najbrži na sva tri slobodna treninga, iznenađenja nije bilo ni u kvalifikacijama. Valtteri Bottas je uspio za samo šest stotinki postaviti najbrže vrijeme ispred svog momčadskog kolege, Lewisa Hamiltona. Nico Hülkenberg odvozio je sjajan krug te došao do treće pozicije, dok se iza njega našao Max Verstappen. U prvoj kvalifikacijskoj rundi pomalo iznenađujuće je ispao Daniil Kvjat. Rus je otišao preširoko na izlasku iz ravnine Hangar te mu je krug obrisan, što ga je naposljetku koštalo prolaska dalje. George Russell je ponovo uspio proći u drugu kvalifikacijsku rundu. Iznenađenje u drugoj kvalifikacijsko rundi je priredio Sebastian Vettel koji nije uspio proći dalje, te Carlos Sainz koji je po prvi put ove sezone ispao u drugoj rundi. Očekivana kazna nakon kvalifikacija je stigla za Estebana Ocona Francuz je dobio tri mjesta kazne jer je zasmetao je Williamsovom Georgeu Russellu tijekom brzog kruga u prvoj kvalifikacijskoj rundi. Russell je lovio vrijeme, a Ocon se sporo vozio trkaćom linijom na izlazu iz zavoja Village. Već su u komunikaciji nakon runde Ocon i njegov trkaći inženjer Mark Slade bili svjesni da ih čeka kazna.
Utrka
Valtteri Bottas uspio je obraniti najbolju startnu poziciju ispred Lewisa Hamiltona, dok je iza njih sjajan start imao Max Verstappen koji se uspio probiti ispred Nice Hülkenberga. Priliku za prolazak Hülkenberga pokušao je iskoristiti i Daniel Ricciardo, no to ga je na kraju koštalo gubitka pozicije od Lancea Strolla. Sebastian Vettel sam se izvrtio u prvom zavoju, a sreća je bila što ga nitko nije pogodio, iako je bilo vrlo blizu tome. Lando Norris je napredovao dvije pozicije, a isto toliko je na startu izgubio Charles Leclerc. Hamilton je pokušao napasti Bottasa u Brooklandsu, no Finac se obranio. 
Velika potrošnja guma bila je vidljiva već nakon nekoliko krugova. Alex Albon i Pierre Gasly otišli su po nove gume već u sedmom i osmom krugu. Mercedes se mučio u vrućim uvjetima i na mekšim komponentama Pirellijevih guma te nisu imali ništa od ogromne kvalifikacijske prednosti od jedne sekunde ispred Red Bulla, a Verstappen je sjajno iskoristio Red Bullovu odluku da startaju na hard gumama i ignorirao upute trkaćeg inženjera da uspori kad je sustigao Mercedese u prvoj dionici. Verstappen je do 12. kruga uspio smanjiti zaostatak za Hamiltonom na manje od sekunde, a Mercedesi su nekoliko krugova kasnije po prvi put otišli u boks – Bottas u 14., a Hamilton u 15. krugu. Verstappen je prvu promjenu guma odradio u 27. krugu, a na stazu se vratio ispred Hamiltona i tik iza Bottasa. Nizozemac nije dugo oklijevao – već u Brooklandsu kreće u napad, a na izlazu iz Luffielda s vanjske strane dovršava pretjecanje nad Bottasom i prelazi u vodstvo utrke. Par krugova kasnije stigla je mu je poruka iz boksa da zaboravi na čuvanje guma i jednostavno pritišće koliko god mu gume to dopuštaju.
Oko 30. kruga većina je vozača krenula na drugu promjenu guma, a najduže je čekao Hamilton. Verstappenu je u 41. krugu javljeno da pritisne Hamiltona, za slučaj da Britanac planira ostati na stazi do kraja utrke, no u 42. krugu prvak ipak odlazi u boks po novi hard. Na stazu se vratio iza Bottasa i sjajnog Leclerca koji je s jednim zaustavljanjem držao četvrto mjesto s ogromnom prednošću u odnosu na ostale. Obojicu je prošao bez većih problema do 50. kruga, usput postavivši najbrži krug utrke. Leclerc je sjajno održao gume i ostao na četvrtom mjestu s jednom promjenom guma, dok je Albon dva kruga prije kraja prestigao Strolla. Stroll i Hülkenberg završili su šesti i sedmi za Racing Point iako su do pretkraj utrke držali peto i šesto mjesto, a Hülkenberga su pozvali na kasnu promjenu guma zbog koje je izgubio mjesto od momčadskog kolege Strolla. Esteban Ocon je imao dobru utrku nakon starta na hard gumama s 14. mjesta uz samo jedno zaustavljanje u boksu, a Francuz je završio osmi ispred Norrisa u McLarenu i Daniila Kvjata u AlphaTauriju koji je pobijedio momčadskog kolegu Gaslyja iako je startao devet mjesta iza njega. Vettel je završio tek 12. za Ferrari, a Carlos Sainz je imao razočaravajuću utrku za McLaren koju je završio na 13. mjestu.
Verstappen ostvario je prvu pobjedu ove sezone i prvu Red Bullovu na Silverstoneu nakon osam godina, a Hamilton je završio drugi nakon i izjednačio rekord Michaela Schumachera osvojivši 155. postolje u F1 karijeri. Verstappenu je ovo bila deveta pobjeda u Formuli 1 i prva nakon prošlogodišnje VN Brazila, a ujedno i 35. pobjedničko postolje.
| Poredak vozača nakon utrke | Poredak vozača nakon utrke | Poredak vozača nakon utrke |
| -------------------------- | -------------------------- | -------------------------- |
| 1.                         | Lewis Hamilton             | 107                        |
| 2.                         | Max Verstappen             | 77                         |
| 3.                         | Valtteri Bottas            | 73                         |
| 4.                         | Charles Leclerc            | 45                         |
| 5.                         | Lando Norris               | 38                         |

| Poredak konstruktora nakon utrke | Poredak konstruktora nakon utrke | Poredak konstruktora nakon utrke |
| -------------------------------- | -------------------------------- | -------------------------------- |
| 1.                               | Mercedes                         | 180                              |
| 2.                               | Red Bull-Honda                   | 113                              |
| 3.                               | Ferrari                          | 55                               |
| 4.                               | McLaren-Renault                  | 53                               |
| 5.                               | Racing Point-BWT Mercedes        | 41                               |

### Barcelona – Catalunya
| Poredak vozača nakon utrke | Poredak vozača nakon utrke | Poredak vozača nakon utrke |
| -------------------------- | -------------------------- | -------------------------- |
| 1.                         | Lewis Hamilton             | 132                        |
| 2.                         | Max Verstappen             | 95                         |
| 3.                         | Valtteri Bottas            | 89                         |
| 4.                         | Charles Leclerc            | 45                         |
| 5.                         | Lance Stroll               | 40                         |

| Poredak konstruktora nakon utrke | Poredak konstruktora nakon utrke | Poredak konstruktora nakon utrke |
| -------------------------------- | -------------------------------- | -------------------------------- |
| 1.                               | Mercedes                         | 221                              |
| 2.                               | Red Bull-Honda                   | 135                              |
| 3.                               | Racing Point-BWT Mercedes        | 63                               |
| 4.                               | McLaren-Renault                  | 62                               |
| 5.                               | Ferrari                          | 61                               |

### Spa – Francorchamps
| Poredak vozača nakon utrke | Poredak vozača nakon utrke | Poredak vozača nakon utrke |
| -------------------------- | -------------------------- | -------------------------- |
| 1.                         | Lewis Hamilton             | 157                        |
| 2.                         | Max Verstappen             | 110                        |
| 3.                         | Valtteri Bottas            | 107                        |
| 4.                         | Alexander Albon            | 48                         |
| 5.                         | Charles Leclerc            | 45                         |

| Poredak konstruktora nakon utrke | Poredak konstruktora nakon utrke | Poredak konstruktora nakon utrke |
| -------------------------------- | -------------------------------- | -------------------------------- |
| 1.                               | Mercedes                         | 264                              |
| 2.                               | Red Bull-Honda                   | 158                              |
| 3.                               | McLaren-Renault                  | 68                               |
| 4.                               | Racing Point-BWT Mercedes        | 66                               |
| 5.                               | Ferrari                          | 61                               |

### Monza
Pomalo tužna vijest stigla je uoči osme utrke prvenstva, Velike nagrade Italije (Formula 1 Gran Premio Heineken d'Italia 2020) na stazi Monza koja se vozila 6. rujna. Naime potvrđeno je da obitelj Williams nakon utrke više neće biti uključena u momčad koja će i dalje nositi njihovo ime. Sir Frank Williams napustit će ulogu šefa momčadi, dok će njegova kći Claire prestati biti zamjenica šefa. Ova vijest je došla dva tjedna nakon objave o prodaji momčadi američkoj investicijskoj kompaniji Dorilton Capitalu. Ferrari je u svojoj najavi Velike nagrade Italije otkrio gestu organizatora utrke u Monzi – dio tribina bit će popunjen liječnicima i medicinskim sestrama u znak zahvale za njihov trud tijekom pandemije koronavirusa. Nakon VN Španjolske, Roy Nissany ponovo je uskočio u Williamsov bolid na prvom slobodnom treningu za VN Italije umjesto Georgea Russella. Renault je potvrdio da će se njihova F1 momčad od iduće sezone zvati Alpine nakon što su ranije ovoga mjeseca dobili novoga izvršnoga direktora Renault grupe, Lucu de Meoa.
Kvalifikacije
Lewis Hamilton osvojio je sedmi pole position za VN Italije pobijedivši momčadskoga kolegu Valtterija Bottasa za 0,069 sekundi, a Carlos Sainz odvozio je odličan krug u trećoj kvalifikacijskoj rundi i McLarenu donio treće startno mjesto u Monzi. Hamilton je 94. pole position u Formuli 1 osigurao rekordom staze u Monzi i najbržim krugom u povijesti Formule 1. Max Verstappen je bio razočaravajući peti za Red Bull, ali ne s velikim zaostatkom za Sainzom od točno jedne desetinke dok je Lando Norris bio šesti u drugom McLarenu. Alex Albon je bio deveti u drugom Red Bullu, tri desetinke iza Verstappena, a Pierre Gasly je uspio proći u završnu kvalifikacijsku rundu za AlphaTauri gdje je završio posljednji, 10. najbrži s 0.087 sekundi zaostatka za Albonom. Daniil Kvyat je bio 11. najbrži za AlphaTauri, 0,105 sekundi iza Albona u drugoj kvalifikacijskoj rundi, a Charles Leclerc je kao brži vozač Ferrarija bio 13. najbrži, dvije desetinke od prolaza u treću kvalifikacijsku rundi, dok je Sebastian Vettel zapeo u prvoj kvalifikacijskoj rundi te je startato tek 17.
Utrka
Lewis Hamilton obranio je najbolju startnu poziciju, dok je Valtteri Bottas loše startao i do prvog zavoja izgubio mjesto od Carlosa Sainza. Lando Norris je dobro startao sa šestog mjesta i zamalo prošao Bottasa u prvoj šikani. Bottas se obranio, no već u idućem zavoju, s vanjske strane Variante della Roggije, Norris prolazi naprijed. Ispred Finca do zavoja Ascari prolaze i Sergio Pérez te Daniel Ricciardo. Loš start imao je i Max Verstappen koji je pao na sedmo mjesto, a njegov timski kolega Alex Albon izvukao je deblji kraj u troboju do prvog zavoju s Pierrom Gaslyjem i Lanceom Strollom – Gasly ga je pogodio straga, zbog čega je Albon presjekao prvu šikanu i pao na 16. mjesto. Sebastian Vettel je došao pod pritisak Georgea Russella kada su mu otkazale kočnice. Sreća u nesreći bila je da se to dogodilo u prvom zavoju pa je Nijemac samo produžio u izletnu zonu i uništio slalomske ploče od stiropora. Uspio je doći do boksa i završiti nastup već u sedmom krugu.
Hamilton se izdvojio naprijed, Sainz je također imao solidan razmak do Norrisa, a iza njega su se smjestili Pérez, Ricciardo, Bottas i Verstappen. Albon je zaradio vremensku kaznu od 5 sekundi jer „nije ostavio širinu bolida na rubu staze“, a za to vrijeme se borio s Charlesom Leclercom i prošao ga za 13. mjesto. Leclerc je startao na softu i ušao je u boks u 18. krugu. Krug kasnije, Kevin Magnussen prijavljuje kvar na bolidu i staje pored staze taman uoči ulaska u boks. Na stazu je izašao safety car, a boks je zbog pozicije Magnussenovog bolida bio zatvoren. U Mercedesu i Alfa Romeu to nisu primijetili, pa su Hamilton i Antonio Giovinazzi odradili promjenu guma, te zaradili stop / go kaznu od 10 sekundi.
Utrka je nastavljena u 24. krugu s izmiješanim poretkom – Hamilton je vodio ispred Strolla koji nije ušao u boks, treći je bio Gasly zahvaljujući ranijem zaustavljanju, Giovinazzi je bio četvrti, Leclerc peti ispred Kimija Räikkönena koji je također ranije ušao u boks, Sainz je nakon boksa pod safety carom bio je tek sedmi ispred Nicholasa Latifija, Norrisa i Bottasa. Nastavak utrke nije dugo trajao – Leclerc teško je razbio svoj Ferrari u Parabolici nakon što je na izlazu iz zavoja izgubio stražnji kraj i završio u barijerama. Safety car je ponovo izašao na stazu, a onda je u 26. krugu objavljena crvena zastava koja je u savršenu poziciju stavila drugoplasiranog Strolla koji nije ušao u boks, a pod crvenom zastavom smije promijeniti gume. Ispred njega je bio jedino Hamilton kojeg je čekala kazna.
Svi vozači ušli su u boks, a utrka je restartana stajaćim startom od 28. kruga. Poredak je bio: Hamilton (kazna), Stroll, Gasly, Raikkonen, Giovinazzi (kazna), Sainz, Norris, Bottas, Latifi, Ricciardo – top 10. Od 11. mjesta nadalje: Verstappen, Ocon, Kvjat, Perez, Russell, Albon, Grosjean. Leclerc, Magnussen i Vettel su bili izvan utrke.
Hamilton je zadržao vodstvo, a Stroll je loše startao i izgubio poziciju od Gaslyja i dviju Alfi na softu. Stroll je potpuno promašio kočenje za Variante della Roggiju i u nastavku izgubio mjesto od Sainza, a na kraju kruga Hamilton ulazi u boks odraditi svoju kaznu. Britanac se vratio na samo začelje poretka s 23 sekunde zaostatka za prvim ispred, Alexom Albonom. Zaostatak za vodećim Gaslyjem bio je 30 sekundi u 31. krugu. U boks je ušao Verstappen i odustao s pozicije izvan top 10. Sainz je prošao je Räikkönena za drugo mjesto u 34. krugu i krenuo u lov na Gaslyja koji je imao prednost od 4 sekunde. Krug kasnije ispred Räikkönena prolazi i Stroll, a do 37. kruga prolaze i Norris te Bottas koji su svi u nastavak utrke krenuli na medium gumama.
Do kraja utrke Hamilton se probijao sa začelja – u 40. krugu pretekao je Albona za 14. mjesto, a do kraja se uspio probiti sve do sedmog mjesta. Sainz je pomalo smanjivao zaostatak za Gaslyjem, no Francuz je odlično kontrolirao utrku i Sainz je u DRS zonu ušao tek u posljednjem krugu. Nije uspio doći u priliku za napad, a u cilj je ušao sa samo četiri desetinke zaostatka, za Gaslyjem koji je ostvario prvu pobjedu u Formuli 1. Stroll je također ostvario drugo pobjedničko postolje nakon VN Azerbajdžana 2017. kada je također završio treći, dok je Norris upotpunio sjajan dan za McLaren na četvrtom mjestu.
| Poredak vozača nakon utrke | Poredak vozača nakon utrke | Poredak vozača nakon utrke |
| -------------------------- | -------------------------- | -------------------------- |
| 1.                         | Lewis Hamilton             | 164                        |
| 2.                         | Valtteri Bottas            | 117                        |
| 3.                         | Max Verstappen             | 110                        |
| 4.                         | Lance Stroll               | 57                         |
| 5.                         | Lando Norris               | 57                         |

| Poredak konstruktora nakon utrke | Poredak konstruktora nakon utrke | Poredak konstruktora nakon utrke |
| -------------------------------- | -------------------------------- | -------------------------------- |
| 1.                               | Mercedes                         | 281                              |
| 2.                               | Red Bull-Honda                   | 158                              |
| 3.                               | McLaren-Renault                  | 98                               |
| 4.                               | Racing Point-BWT Mercedes        | 82                               |
| 5.                               | Renault                          | 71                               |

### Mugello
Nakon utrke na Monzi, Formula 1 je ostala u Italiji, gdje se prvi put vozila Velika nagrada Toskane (Formula 1 Pirelli Gran Premio della Toscana Ferrari 1000 2020) na stazi Mugello, u vikendu između 11. i 13. rujna. Bila je to ujedno i 1000. utrka za najdugovječniju momčad Formule 1 – Ferrari. Tu priliku momčad iz Maranella je proslavila posebnom bojom bolida u bordo crvenoj boji kakvom je bio obojen prvi Ferrarijev automobil — 125 S, i njihov prvi F1 bolid — 125 F1, s kojim su debitirali na VN Monaka 1950. Povodom proslave 1000. utrke na stazu je uoči utrke izašao njihov F2004 bolid, a za volanom je bio Mick Schumacher, sin čovjeka koji je s tim bolidom dominirao sezonom 2004. Također utrka na Mugellu je bila prva utrka ove sezone na kojoj je bila dozvoljena prisutnost publike.
Svakog dana je na stazi bilo dozvoljeno 2880 gledatelja, od kojih su njih 880 bili članovi Scuderia Ferrari Cluba.
Kvalifikacije
Nakon što je na sva tri slobodna treninga bio najbrži, Valtteri Bottas ipak nije dohvatio pole position u Toskani. Njegov momčadski kolega Lewis Hamilton četvrte kvalifikacije zaredom je bio najbrži. Na kvalifikacijama za prvu F1 utrku na Mugellu prvak je bio 59 tisućinki brži od Bottasa. Max Verstappen je bio treći s četiri desetinke zaostatka, dok je isto toliko za njim kasnio Alexander Albon. Esteban Ocon se izvrtio u svom jedinom pokušaju i tako izazvao žutu zastavu odmah ispred Bottasa, koji zbog toga nije uopće došao u priliku da popravi svoje prvo vrijeme iz posljednje kvalifikacijske runde. Iznenađenje kvalifikacija su bili Lando Norris i Sebastian Vettel koji nisu uspjeli proći u završnu kvalifikacijsku rundu, te pobjednik prošle utrke na Monzi Pierre Gasly koji je ispao već u prvoj kvalifikacijskoj rundi. Sergio Pérez je kažnjen uoči kvalifikacija s jednim mjestom kazne na gridu na utrci, jer je na treningu pri izlasku iz boksa u prvom zavoju prednjim krilom zakačio stražnji kraj Kimija Räikkönena, izvrtjevši pritom Finca u šljunak. Obojica su se uspjeli samostalno vratiti do boksa, no trening je prekinut zbog čišćenja krhotina. Racing Pointov vozač tvrdio je kako je za incident kriva konfiguracija samog izlaska iz boksa, a iako su suci uvažili taj argument, odlučili su mu dodijeliti minimalnu kaznu.
Utrka
Start utrke je donio prve uzbudljivosti na stazi. Valtteri Bottas je odmah preskočio Lewisa Hamiltona nakon lošeg starta Britanca, dok je Charles Leclerc također sjajnim startom skočio na treće mjesto. No, najveći gubitnik je bio Max Verstappen. Prvo je gubitkom snage na startu, pao u sredinu poretka, a ulaskom u zavoj 3, u zadnji kraj ga je udario Kimi Räikkönen te ga izvrtio i poslao van u šljunak. Nizozemac se nije mogao izvući te je morao izaći van iz bolida. Istu sudbinu je doživio i Pierre Gasly, dok je Romain Grosjean također otišao van staze i završio u zidu, no uspio se nekako vratiti na stazu. Carlos Sainz je na startu napredovao nekoliko mjesta, ali u borbi s Lanceom Strollom za poziciju, imao je mali kontakt te se izvrtio na stazi, a Sebastian Vettel ga nije uspio izbjeći te je slomio svoje prednje krilo. Nakon svega sigurnosni automobil je izašao na stazu.
Nakon šest krugova iza automobila, utrka je nastavljena, no nije dugo potrajala. Bottas je zgusnuo cijeli grid te počeo ubrzavati na samom startu, no to je zbunilo vozače na začelju grida, što je dovelo do sudara nekoliko bolida. Kevin Magnussen je značajno usporio, na što nije uspio reagirati Antonio Giovinazzi koji se zabio u njegov zadnji kraj, a na njega je kasnije naletio i Sainz. Nicholas Latifi, iako je bio pored svih događanja, nije uspio izbjeći istu sudbinu te je također morao odustati. Zbog ogromne količine krhotina te zbog uklanjanja bolida, prekinuta je utrka.
Za vrijeme stanke, Esteban Ocon je također završio svoju utrku nakon pregrijavanja zadnjih kočnica. Suci su objavili kako će vozači imati stajaći start, kao što je bilo i u Monzi. Kao i na Velikoj nagradi Italije, mnogi vozači su iskoristili mogućnost te promijenili gume. Nakon pola sata, utrka je krenula. Hamilton je unatoč velikom pregrijavanju kočnica, uspio na novom startu preskočiti Bottasa uz pomoć zavjetrine na startu. Alexander Albon je imao slab start te je odmah pao iza oba Racing Pointa te Daniela Ricciarda u jedinom preostalom Renaultu. Borbu se odvijala i za 10 mjesto između Räikkönena i Georgea Russella, gdje je Britanac izašao kao pobjednik te krenuo graditi prednost ispred Finca. Ricciardo je u 15. krugu prešao ispred Sergija Péreza, koji je počeo padati u poretku, isto kao i Leclerc, kojeg je prvo prošao Stroll, a krug kasnije Ricciardo i Albon. Monegažanin je rekao momčadi kako se muči s gumama, te mu je u 22. krugu pozvan u boks na promjenu. Ricciardo je kroz bokseve uspio preskočiti Strolla, dok to nije prošlo za rukom Landu Norrisu, koji je uspio na stazi proći Péreza, no kroz boksove je opet izgubio mjesto. Leclerc, iako je bio već u boks, ušao je ponovno u boks u 38. krugu po novi set medium guma.
Utrka je drugi puta prekinuta u 46. krugu kada je Stroll zbog puknuća gume izletio između dva brza zavoja Arriabata i uzrokovao drugu crvenu zastavu. Stroll je izašao neozlijeđen bez problema iz bolida. Mercedesi su na svoje bolide stavili soft gume te krenuli na još jedan start utrke. Bottas je ponovno imao loš start te ga je Ricciardo uspio preskočiti na drugo mjesto, dok je Albon uspio proći Péreza i doći do četvrte pozicije. No veselje u Renaultu nije puno trajalo jer je Bottas već idući krug ponovno došao na drugo mjesto ispred Ricciarda. Albonov bolid je oživio na soft gumama te je počeo hvatati Ricciarda, kojega je uspio i proći te doći do trećeg mjesta, odnosno prvog postolja u Formuli 1. Pérez je završio peti za Racing Point, Norris je bio šesti za McLaren, a Daniil Kvjat sedmi za AlphaTauri.
Räikkönen je završio osmi, ali je zbog pet sekundi kazne kvalificiran kao deveti iza Leclerca u Ferrariju, dok je Sebastian Vettel osvojio posljednji bod na današnjoj utrci. Russell je završio 11., korak do prvih bodova u F1 karijeri i prvih za Williams ove sezone, a Grosjean je završio 12., posljednji od vozača koji su završili utrku. Bottas je počeo na kraju spuštati zaostatak za Hamiltonom, no nije imao dovoljno snage da uspije doći do pobjede. Na kraju je Britanac stigao do svoje 90. pobjede u Formuli 1.
| Poredak vozača nakon utrke | Poredak vozača nakon utrke | Poredak vozača nakon utrke |
| -------------------------- | -------------------------- | -------------------------- |
| 1.                         | Lewis Hamilton             | 190                        |
| 2.                         | Valtteri Bottas            | 135                        |
| 3.                         | Max Verstappen             | 110                        |
| 4.                         | Lando Norris               | 65                         |
| 5.                         | Alexander Albon            | 63                         |

| Poredak konstruktora nakon utrke | Poredak konstruktora nakon utrke | Poredak konstruktora nakon utrke |
| -------------------------------- | -------------------------------- | -------------------------------- |
| 1.                               | Mercedes                         | 325                              |
| 2.                               | Red Bull-Honda                   | 173                              |
| 3.                               | McLaren-Renault                  | 106                              |
| 4.                               | Racing Point-BWT Mercedes        | 92                               |
| 5.                               | Renault                          | 83                               |

### Soči
Sezona je nastavljena na Velikoj nagradi Rusije (Formula 1 VTB Russian Grand Prix 2020) u vikendu između 25. i 27. rujna na stazi Soči. Uoči utrke, Ferrari je spremio manje nadogradnje na svom SF1000 bolidu, dok su u Racing Pointu odlučili da će Lance Stroll jedini imati nadogradnje od njihovih bolida, nakon što su iz ekipe ponovo poručili da nisu stigli pripremiti sve i za Sergija Péreza. Racing Point je najavio da će ovog vikenda oba bolida imati nadogradnje, ali je taj plan upropašten kad se Stroll razbio u Mugellu prije dva tjedna.
Kvalifikacije
Nakon što je Valtteri Bottas u Mercedesu bio najbrži na prva dva slobodna treninga, a njegov momčadski kolega Lewis Hamilton na posljednjem trećem slobodnom treningu, Hamilton je osvojio i novi pole position ove sezone. Iza njega našao se Red Bullov Max Verstappen koji je uspio razdvojiti dva Mercedesa. Sergio Pérez je bio četvrti, dok je najbržih pet zaokružio je Daniel Ricciardo u Renaultu. Kvalifikacije je obilježila crvena zastava koju je izazvao Sebastian Vettel u Ferrariju. On se izvrtio u četvrtom zavoju i zabio u zid. S obzirom na to da se to dogodilo na svega dvije minute do kraja druge kvalifikacijske runde, nekoliko vozača je bilo kompromitirano. Nakon ponovnog starta kvalifikacija, vozači su bili primorani utrkivati se do cilja kako bi započeli brzi krug, zbog čega neki nisu uspjeli proći u završnu treću kvalifikacijsku rundu, što se skoro dogodilo i Hamiltonu. Nakon kvalifikacija, Nicholas Latifi i Alexander Albon su dobili pet mjesta kazne zbog promjene mjenjača.
Utrka
Lewis Hamilton je zadržao vodstvo na startu na soft gumama protiv Valtterija Bottasa i Maxa Verstappena na mediumu, a Bottas je odmah prošao Verstappena na putu prema prvoj zoni kočenja, a kasnim kočenjem s vanjske strane pokušao je napasti Hamiltona iako na kraju nije uspio jer je izletio široko preko vanjskoga rubnika pa je Hamilton vratio vodstvo u trećem zavoju. Verstappen je presjekao drugi zavoj i izgubio treće mjesto od Daniela Ricciarda uoči četvrtoga zavoja, ali je odmah vratio poziciju u idućem zavoju dok je Ricciardo izgubio četvrto mjesto od Estebana Ocona nakon što je izletio široko u sedmom zavoju. Iza njih dogodila su se dva zasebna incidenta. U prvom incidentu Carlos Sainz se zabio u zid nakon što je izašao van staze u drugom zavoju. Nekoliko zavoja kasnije, Charles Leclerc je okrznuo stražnji kotač Lancea Strolla, zbog kojeg se Stroll izvrtio i zabio u zid. 
Utrka je ponovno nastavljena u šestom krugu i Hamilton je još jednom zadržao vodstvo. Tijekom sigurnosnog automobila, Alexander Albon, Lando Norris i George Russell su promijenili gume, što ih je bacilo na začelje poretka. Zbog toga su gledateljima priuštili solidnu akciju na stazi nakon što se sigurnosni automobil povukao sa staze. Nakon jakog kočenja, koje ga je koštalo bolje pozicije u utrci, Russell je izgubio taj troboj te je utrku završio na posljednjoj, osamnaestoj, poziciji. Vodstvo utrke uskoro je objavilo da je Hamilton dobio dvije kazne od pet sekundi zbog nedozvoljenih probnih startova prije početka utrke, pa je morao čekati deset sekundi prilikom promjene guma u 16. krugu kada je imao skoro tri sekunde prednosti ispred Bottasa. Bottas je ostao na stazi do 26. kruga, krug duže od Verstappena, a na stazu se vratio na hard gumama, isto kao i Hamilton i Verstappen, kako bi na njima mogao završiti utrku.
Nakon što Ocon nije uspio prestići Sebastiana Vettela na stazi, propustio je Ricciarda koji je imao puno bolji tempo. Ricciardo je zatim ubrzo i uspio prestići Vettela, ali je zbog loše izvedene promjene pozicije sa svojim momčadskim kolegom, zaradio kaznu od pet sekundi zbog izlaska van granice staze, ali je uspio izgraditi dovoljno veliku prednost ispred Leclerca da zadrži peto mjesto nakon kazne.
Bottas je bez problema kontrolirao utrku do kraja i odvozio najbrži krug za dodatan bod, a Verstappen je završio drugi s 7,7 sekundi zaostatka dok se Hamilton uspio probiti do trećega mjesta s točno 15 sekundi zaostatka za Verstappenom. Sergio Pérez je završio četvrti za Racing Point iako je pao iza oba vozača Renaulta u prvom krugu. Daniil Kvjat je također imao vrlo dugu uvodnu dionicu na hard gumama od 30 krugova koja mu je pomogla da završi osmi za AlphaTauri ispred momčadskoga kolege Pierrea Gaslyja koji je bio dvaput u boksu. Albon je bio posljednji vozač koji nije prestignut za krug na 10. mjestu te je osvojio posljednji bod na utrci, a i on je dobio kaznu od pet sekundi jer se zaustavio u boksu za vrijeme sigurnosnoga automobila dok ulaz u boks još uvijek nije bio otvoren. Antonio Giovinazzi je imao dobru utrku za Alfa Romeo iako nije osvojio bodove te je završio 11. ispred još tri vozača s Ferrarijevom pogonskom jedinicom. Kevina Magnussena je također odradio odličnu utrku u Haasu. Utrku je završio na dvanaestoj poziciji ispred Vettela, zbog odličnog starta tijekom kojeg se probio na visoko deveto mjesto – u prvom krugu je pretekao čak devet bolida na stazi.
| Poredak vozača nakon utrke | Poredak vozača nakon utrke | Poredak vozača nakon utrke |
| -------------------------- | -------------------------- | -------------------------- |
| 1.                         | Lewis Hamilton             | 205                        |
| 2.                         | Valtteri Bottas            | 161                        |
| 3.                         | Max Verstappen             | 128                        |
| 4.                         | Lando Norris               | 65                         |
| 5.                         | Alexander Albon            | 64                         |

| Poredak konstruktora nakon utrke | Poredak konstruktora nakon utrke | Poredak konstruktora nakon utrke |
| -------------------------------- | -------------------------------- | -------------------------------- |
| 1.                               | Mercedes                         | 366                              |
| 2.                               | Red Bull-Honda                   | 192                              |
| 3.                               | McLaren-Renault                  | 106                              |
| 4.                               | Racing Point-BWT Mercedes        | 104                              |
| 5.                               | Renault                          | 99                               |

### Nürburgring
Nürburgring je 11. listopada ugostio svoju prvu utrku Formule 1 nakon 2013. godine, a utrka se službeno zvala Velika nagrada Eifela (Formula 1 Aramco Großer Preis der Eifel 2020).  Organizatori su odlučili pustiti u prodaju 20 000 ulaznica, no nisu ih prodavali odjednom nego su postepeno otvarali različite tribine.
Kvalifikacije
Ferrarijevi juniori i vozači Formule 2 Mick Schumacher i Callum Ilott, trebali su nastupati na prvom slobodnom treningu u petak u bolidima Alfa Romea i Haasa.
No prvi slobodni trening je odgođen jer medicinski helikopter nije imao uvjete za let zbog magle koja se spustila nad područje Nürburgringa. Po FIA-inom pravilu – medicinski helikopter nije neophodan ako je bolnica udaljena 20 minuta ili manje cestovnim prijevozom. Kako to na ovoj stazi nije bio slučaj jer je najbliža bolnica udaljena 45 minuta vožnje – vožnja je ovisila o vremenskim uvjetima za helikopter. Nakon što je i drugi trening bio otkazan, lijepo vrijeme je stiglo do Nürburgringa uoči trećeg slobodnog treninga, te su bolidi izašli na stazu po prvi put nakon 2013. godine. Valtteri Bottas bio je najbrži na jedinom slobodnom treningu uoči kvalifikacija. Nakon što je Lance Stroll propustio treći slobodni trening zbog zdravstvenih problema, Racing Point je potvrdio kako Kanađanin neće nastupati ni u ostatku vikenda, te da će ga zamijeniti Nico Hülkenberg, koji je već na utrkama u Silverstoneu mijenjao je Sergija Péreza. Iako je navodno Stroll čak četiri puta bio negativan na test koronavirusa, poslije utrke je ipak objavljeno kako je imao koronu.
Hülkenberg je odmah po početku kvalifikacija izletio na stazu kako bi se što bolje uspio priviknuti na bolid. Kevin Magnussen je prvi postavio mjereno vrijeme. No, ono je bilo izbrisano zbog izlaska van granica staza. Isto se dogodilo i nekoliko drugih vozača na današnjim kvalifikacijama, uključujući i njegovog momčadskog kolegu Romaina Grosjeana. S obzirom na manjak vremena na treninzima, dosta vozača je i dalje pronalazilo limite njihovih bolida i staze. Zbog toga su često bila viđena jaka kočenja, pogotovo u prvom zavoju. Antonio Giovinazzi odvozio je dobre kvalifikacije i prvi put ove sezone prošao u drugu kvalifikacijsku rundu. Hülkenberg nije uspio ponoviti sjajne kvalifikacije iz Silverstonea, te je sutrašnju utrku započeo sa zadnje pozicije. Međutim, treba napomenuti kako je za razliku od tad, na Eifelu imao svega četiri kruga da se privikne na bolid i uspije proći u drugu kvalifikacijsku rundu.
U drugoj kvalifikacijskoj rundi, na stazu su prvi izašli vozači Mercedesa i Ferrarija. Zanimljivo je za spomenuti kako su sva četvorica izašla na medium gumama, u nadi da će na njima moći započeti sutrašnju utrku. Međutim, nakon prve runde brzih krugova bilo je očito kako medium gume neće biti dovoljno brze kako bi sigurno mogli proći u završnu kvalifikacijsku rundu. Sebastian Vettel je još jednom ispao u drugoj kvalifikacijskoj rundi, nakon što na softu nije uspio biti dovoljno brz za prolazak dalje.
Valtteri Bottas je na vrlo uvjerljiv način došao do pole positiona ispred Lewisa Hamiltona, s tri ljubičasta sektora u zadnjem brzom krugu u Q3. Uz Bottasa, oba Red Bullova vozača su također odradila dobar posao na kvalifikacijama te je dobar dio Q3 izgledalo kao da bi Max Verstappen mogao ukrasti pole position Mercedesu. Dobre kvalifikacije je odradio i Charles Leclerc, koji se našao na četvrtom mjestu za sutrašnju utrku. Time je izjednačio svoje najbolje kvalifikacije ove sezone koje je ostvario u Silverstoneu.
Utrka
| Poredak vozača nakon utrke | Poredak vozača nakon utrke | Poredak vozača nakon utrke |
| -------------------------- | -------------------------- | -------------------------- |
| 1.                         | Lewis Hamilton             | 230                        |
| 2.                         | Valtteri Bottas            | 161                        |
| 3.                         | Max Verstappen             | 147                        |
| 4.                         | Daniel Ricciardo           | 78                         |
| 5.                         | Sergio Pérez               | 68                         |

| Poredak konstruktora nakon utrke | Poredak konstruktora nakon utrke | Poredak konstruktora nakon utrke |
| -------------------------------- | -------------------------------- | -------------------------------- |
| 1.                               | Mercedes                         | 391                              |
| 2.                               | Red Bull-Honda                   | 211                              |
| 3.                               | Racing Point-BWT Mercedes        | 120                              |
| 4.                               | McLaren-Renault                  | 116                              |
| 5.                               | Renault                          | 114                              |

### Portimão
| Poredak vozača nakon utrke | Poredak vozača nakon utrke | Poredak vozača nakon utrke |
| -------------------------- | -------------------------- | -------------------------- |
| 1.                         | Lewis Hamilton             | 256                        |
| 2.                         | Valtteri Bottas            | 179                        |
| 3.                         | Max Verstappen             | 162                        |
| 4.                         | Daniel Ricciardo           | 80                         |
| 5.                         | Charles Leclerc            | 75                         |

| Poredak konstruktora nakon utrke | Poredak konstruktora nakon utrke | Poredak konstruktora nakon utrke |
| -------------------------------- | -------------------------------- | -------------------------------- |
| 1.                               | Mercedes                         | 435                              |
| 2.                               | Red Bull-Honda                   | 226                              |
| 3.                               | Racing Point-BWT Mercedes        | 126                              |
| 4.                               | McLaren-Renault                  | 124                              |
| 5.                               | Renault                          | 120                              |

### Imola
| Poredak vozača nakon utrke | Poredak vozača nakon utrke | Poredak vozača nakon utrke |
| -------------------------- | -------------------------- | -------------------------- |
| 1.                         | Lewis Hamilton             | 282                        |
| 2.                         | Valtteri Bottas            | 197                        |
| 3.                         | Max Verstappen             | 162                        |
| 4.                         | Daniel Ricciardo           | 95                         |
| 5.                         | Charles Leclerc            | 85                         |

| Poredak konstruktora nakon utrke | Poredak konstruktora nakon utrke | Poredak konstruktora nakon utrke |
| -------------------------------- | -------------------------------- | -------------------------------- |
| 1.                               | Mercedes                         | 479                              |
| 2.                               | Red Bull-Honda                   | 226                              |
| 3.                               | Renault                          | 135                              |
| 4.                               | McLaren-Renault                  | 134                              |
| 5.                               | Racing Point-BWT Mercedes        | 134                              |

### Istanbul Park
| Poredak vozača nakon utrke | Poredak vozača nakon utrke | Poredak vozača nakon utrke |
| -------------------------- | -------------------------- | -------------------------- |
| 1.                         | Lewis Hamilton             | 307                        |
| 2.                         | Valtteri Bottas            | 197                        |
| 3.                         | Max Verstappen             | 170                        |
| 4.                         | Sergio Pérez               | 100                        |
| 5.                         | Charles Leclerc            | 97                         |

| Poredak konstruktora nakon utrke | Poredak konstruktora nakon utrke | Poredak konstruktora nakon utrke |
| -------------------------------- | -------------------------------- | -------------------------------- |
| 1.                               | Mercedes                         | 504                              |
| 2.                               | Red Bull-Honda                   | 240                              |
| 3.                               | Racing Point-BWT Mercedes        | 154                              |
| 4.                               | McLaren-Renault                  | 149                              |
| 5.                               | Renault                          | 136                              |

### Bahrain
| Poredak vozača nakon utrke | Poredak vozača nakon utrke | Poredak vozača nakon utrke |
| -------------------------- | -------------------------- | -------------------------- |
| 1.                         | Lewis Hamilton             | 332                        |
| 2.                         | Valtteri Bottas            | 201                        |
| 3.                         | Max Verstappen             | 189                        |
| 4.                         | Daniel Ricciardo           | 102                        |
| 5.                         | Sergio Pérez               | 100                        |

| Poredak konstruktora nakon utrke | Poredak konstruktora nakon utrke | Poredak konstruktora nakon utrke |
| -------------------------------- | -------------------------------- | -------------------------------- |
| 1.                               | Mercedes                         | 533                              |
| 2.                               | Red Bull-Honda                   | 274                              |
| 3.                               | McLaren-Renault                  | 172                              |
| 4.                               | Racing Point-BWT Mercedes        | 154                              |
| 5.                               | Renault                          | 144                              |

### Sakhir
| Poredak vozača nakon utrke | Poredak vozača nakon utrke | Poredak vozača nakon utrke |
| -------------------------- | -------------------------- | -------------------------- |
| 1.                         | Lewis Hamilton             | 332                        |
| 2.                         | Valtteri Bottas            | 205                        |
| 3.                         | Max Verstappen             | 189                        |
| 4.                         | Sergio Pérez               | 125                        |
| 5.                         | Daniel Ricciardo           | 112                        |

| Poredak konstruktora nakon utrke | Poredak konstruktora nakon utrke | Poredak konstruktora nakon utrke |
| -------------------------------- | -------------------------------- | -------------------------------- |
| 1.                               | Mercedes                         | 540                              |
| 2.                               | Red Bull-Honda                   | 282                              |
| 3.                               | Racing Point-BWT Mercedes        | 194                              |
| 4.                               | McLaren-Renault                  | 184                              |
| 5.                               | Renault                          | 172                              |

### Abu Dhabi
| Poredak vozača nakon utrke | Poredak vozača nakon utrke | Poredak vozača nakon utrke |
| -------------------------- | -------------------------- | -------------------------- |
| 1.                         | Lewis Hamilton             | 347                        |
| 2.                         | Valtteri Bottas            | 223                        |
| 3.                         | Max Verstappen             | 214                        |
| 4.                         | Sergio Pérez               | 125                        |
| 5.                         | Daniel Ricciardo           | 119                        |

| Poredak konstruktora nakon utrke | Poredak konstruktora nakon utrke | Poredak konstruktora nakon utrke |
| -------------------------------- | -------------------------------- | -------------------------------- |
| 1.                               | Mercedes                         | 573                              |
| 2.                               | Red Bull-Honda                   | 319                              |
| 3.                               | McLaren-Renault                  | 202                              |
| 4.                               | Racing Point-BWT Mercedes        | 195                              |
| 5.                               | Renault                          | 181                              |

## Utrke
| Rd. | Velika nagrada                  | Prvo startno mjesto | Pobjednik vozač | Pobjednik konstruktor     | Najbrži krug     |
| --- | ------------------------------- | ------------------- | --------------- | ------------------------- | ---------------- |
| 1   | Velika nagrada Austrije         | Valtteri Bottas     | Valtteri Bottas | Mercedes                  | Lando Norris     |
| 2   | Velika nagrada Štajerske        | Lewis Hamilton      | Lewis Hamilton  | Mercedes                  | Carlos Sainz     |
| 3   | Velika nagrada Mađarske         | Lewis Hamilton      | Lewis Hamilton  | Mercedes                  | Lewis Hamilton   |
| 4   | Velika nagrada Velike Britanije | Lewis Hamilton      | Lewis Hamilton  | Mercedes                  | Max Verstappen   |
| 5   | Velika nagrada 70. obljetnice   | Valtteri Bottas     | Max Verstappen  | Red Bull-Honda            | Lewis Hamilton   |
| 6   | Velika nagrada Španjolske       | Lewis Hamilton      | Lewis Hamilton  | Mercedes                  | Valtteri Bottas  |
| 7   | Velika nagrada Belgije          | Lewis Hamilton      | Lewis Hamilton  | Mercedes                  | Daniel Ricciardo |
| 8   | Velika nagrada Italije          | Lewis Hamilton      | Pierre Gasly    | AlphaTauri-Honda          | Lewis Hamilton   |
| 9   | Velika nagrada Toskane          | Lewis Hamilton      | Lewis Hamilton  | Mercedes                  | Lewis Hamilton   |
| 10  | Velika nagrada Rusije           | Lewis Hamilton      | Valtteri Bottas | Mercedes                  | Valtteri Bottas  |
| 11  | Velika nagrada Eifela           | Valtteri Bottas     | Lewis Hamilton  | Mercedes                  | Max Verstappen   |
| 12  | VN Portugala                    | Lewis Hamilton      | Lewis Hamilton  | Mercedes                  | Lewis Hamilton   |
| 13  | Velika nagrada Emilia Romagne   | Valtteri Bottas     | Lewis Hamilton  | Mercedes                  | Lewis Hamilton   |
| 14  | Velika nagrada Turske           | Lance Stroll        | Lewis Hamilton  | Mercedes                  | Lando Norris     |
| 15  | Velika nagrada Bahreina         | Lewis Hamilton      | Lewis Hamilton  | Mercedes                  | Max Verstappen   |
| 16  | Velika nagrada Sakhira          | Valtteri Bottas     | Sergio Pérez    | Racing Point-BWT Mercedes | George Russell   |
| 17  | Velika nagrada Abu Dhabija      | Max Verstappen      | Max Verstappen  | Red Bull-Honda            | Daniel Ricciardo |

## Rezultati utrka
| Poz. | Br. | Vozač              | Konstruktor               | Vrijeme             | Grid | Bodovi |
| ---- | --- | ------------------ | ------------------------- | ------------------- | ---- | ------ |
| 1.   | 77  | Valtteri Bottas    | Mercedes                  | 1 h 30 min 50,739 s | 1.   | 25     |
| 2.   | 16  | Charles Leclerc    | Ferrari                   | + 2,700 s           | 7.   | 18     |
| 3.   | 4   | Lando Norris       | McLaren-Renault           | + 5,491 s           | 3.   | 16     |
| 4.   | 44  | Lewis Hamilton     | Mercedes                  | + 5,689 s           | 5.   | 12     |
| 5.   | 55  | Carlos Sainz       | McLaren-Renault           | + 8,903 s           | 8.   | 10     |
| 6.   | 11  | Sergio Pérez       | Racing Point-BWT Mercedes | + 15,092 s          | 6.   | 8      |
| 7.   | 10  | Pierre Gasly       | AlphaTauri-Honda          | + 16,682 s          | 12.  | 6      |
| 8.   | 31  | Esteban Ocon       | Renault                   | + 17,456 s          | 14.  | 4      |
| 9.   | 99  | Antonio Giovinazzi | Alfa Romeo-Ferrari        | + 21,146 s          | 18.  | 2      |
| 10.  | 5   | Sebastian Vettel   | Ferrari                   | + 24,545 s          | 11.  | 1      |

| Najbrži krug | Lando Norris - 1 min 7,475 s |

| Poz. | Br. | Vozač            | Konstruktor               | Vrijeme             | Grid | Bodovi |
| ---- | --- | ---------------- | ------------------------- | ------------------- | ---- | ------ |
| 1.   | 44  | Lewis Hamilton   | Mercedes                  | 1 h 22 min 50,683 s | 1.   | 25     |
| 2.   | 77  | Valtteri Bottas  | Mercedes                  | + 13,719 s          | 4.   | 18     |
| 3.   | 33  | Max Verstappen   | Red Bull-Honda            | + 33,698 s          | 2.   | 15     |
| 4.   | 23  | Alexander Albon  | Red Bull-Honda            | + 44,400 s          | 6.   | 12     |
| 5.   | 4   | Lando Norris     | McLaren-Renault           | + 1 min 1,470 s     | 9.   | 10     |
| 6.   | 11  | Sergio Pérez     | Racing Point-BWT Mercedes | + 1 min 2,397 s     | 17.  | 8      |
| 7.   | 18  | Lance Stroll     | Racing Point-BWT Mercedes | + 1 min 2,453 s     | 12.  | 6      |
| 8.   | 3   | Daniel Ricciardo | Renault                   | + 1 min 2,591 s     | 8.   | 4      |
| 9.   | 55  | Carlos Sainz     | McLaren-Renault           | + 1 krug            | 3.   | 3      |
| 10.  | 26  | Daniil Kvjat     | AlphaTauri-Honda          | + 1 krug            | 13.  | 1      |

| Najbrži krug | Carlos Sainz - 1 min 5,619 s |

| Poz. | Br. | Vozač            | Konstruktor               | Vrijeme             | Grid | Bodovi |
| ---- | --- | ---------------- | ------------------------- | ------------------- | ---- | ------ |
| 1.   | 44  | Lewis Hamilton   | Mercedes                  | 1 h 36 min 12,473 s | 1.   | 26     |
| 2.   | 33  | Max Verstappen   | Red Bull-Honda            | + 8,702 s           | 7.   | 18     |
| 3.   | 77  | Valtteri Bottas  | Mercedes                  | + 9,452 s           | 2.   | 15     |
| 4.   | 18  | Lance Stroll     | Racing Point-BWT Mercedes | + 57,579 s          | 3.   | 12     |
| 5.   | 23  | Alexander Albon  | Red Bull-Honda            | + 1 min 18,316 s    | 13.  | 10     |
| 6.   | 5   | Sebastian Vettel | Ferrari                   | + 1 krug            | 5.   | 8      |
| 7.   | 11  | Sergio Pérez     | Racing Point-BWT Mercedes | + 1 krug            | 4.   | 6      |
| 8.   | 3   | Daniel Ricciardo | Renault                   | + 1 krug            | 11.  | 4      |
| 9.   | 55  | Carlos Sainz     | McLaren-Renault           | + 1 krug            | 9.   | 2      |
| 10.  | 20  | Kevin Magnussen  | Haas-Ferrari              | + 1 krug            | 19.  | 1      |

| Najbrži krug | Lewis Hamilton - 1 min 16,627 s |

| Poz. | Br. | Vozač            | Konstruktor               | Vrijeme            | Grid | Bodovi |
| ---- | --- | ---------------- | ------------------------- | ------------------ | ---- | ------ |
| 1.   | 44  | Lewis Hamilton   | Mercedes                  | 1 h 28 min 1,283 s | 1.   | 25     |
| 2.   | 33  | Max Verstappen   | Red Bull-Honda            | + 5,856 s          | 3.   | 19     |
| 3.   | 16  | Charles Leclerc  | Ferrari                   | + 18,474 s         | 4.   | 15     |
| 4.   | 3   | Daniel Ricciardo | Renault                   | + 19,650 s         | 8.   | 12     |
| 5.   | 4   | Lando Norris     | McLaren-Renault           | + 22,277 s         | 5.   | 10     |
| 6.   | 31  | Esteban Ocon     | Renault                   | + 26,937 s         | 9.   | 8      |
| 7.   | 10  | Pierre Gasly     | AlphaTauri-Honda          | + 31,188 s         | 11.  | 6      |
| 8.   | 23  | Alexander Albon  | Red Bull-Honda            | + 32,670 s         | 12.  | 4      |
| 9.   | 18  | Lance Stroll     | Racing Point-BWT Mercedes | + 37,311 s         | 6.   | 2      |
| 10.  | 5   | Sebastian Vettel | Ferrari                   | + 41,857 s         | 10.  | 1      |

| Najbrži krug | Max Verstappen - 1 min 27,097 s |

| Poz. | Br. | Vozač           | Konstruktor               | Vrijeme             | Grid | Bodovi |
| ---- | --- | --------------- | ------------------------- | ------------------- | ---- | ------ |
| 1.   | 33  | Max Verstappen  | Red Bull-Honda            | 1 h 19 min 41,996 s | 4.   | 25     |
| 2.   | 44  | Lewis Hamilton  | Mercedes                  | + 11,323 s          | 2.   | 19     |
| 3.   | 77  | Valtteri Bottas | Mercedes                  | + 19,228 s          | 1.   | 15     |
| 4.   | 16  | Charles Leclerc | Ferrari                   | + 29,286 s          | 8.   | 12     |
| 5.   | 23  | Alexander Albon | Red Bull-Honda            | + 39,143 s          | 9.   | 10     |
| 6.   | 11  | Lance Stroll    | Racing Point-BWT Mercedes | + 42,535 s          | 6.   | 8      |
| 7.   | 27  | Nico Hülkenberg | Racing Point-BWT Mercedes | + 55,948 s          | 3.   | 6      |
| 8.   | 31  | Esteban Ocon    | Renault                   | + 1 min 4,770 s     | 14.  | 4      |
| 9.   | 4   | Lando Norris    | McLaren-Renault           | + 1 min 5,541 s     | 10.  | 2      |
| 10.  | 26  | Daniil Kvjat    | AlphaTauri-Honda          | + 1 min 9,666 s     | 16.  | 1      |

| Najbrži krug | Lewis Hamilton - 1 min 28,451 s |

| Poz. | Br. | Vozač            | Konstruktor               | Vrijeme             | Grid | Bodovi |
| ---- | --- | ---------------- | ------------------------- | ------------------- | ---- | ------ |
| 1.   | 44  | Lewis Hamilton   | Mercedes                  | 1 h 31 min 45,279 s | 1.   | 25     |
| 2.   | 33  | Max Verstappen   | Red Bull-Honda            | + 24,177 s          | 3.   | 18     |
| 3.   | 77  | Valtteri Bottas  | Mercedes                  | + 44,752 s          | 2.   | 16     |
| 4.   | 18  | Lance Stroll     | Racing Point-BWT Mercedes | + 1 krug            | 5.   | 12     |
| 5.   | 11  | Sergio Pérez     | Racing Point-BWT Mercedes | + 1 krug            | 4.   | 10     |
| 6.   | 55  | Carlos Sainz     | McLaren-Renault           | + 1 krug            | 7.   | 8      |
| 7.   | 5   | Sebastian Vettel | Ferrari                   | + 1 krug            | 11.  | 6      |
| 8.   | 23  | Alexander Albon  | Red Bull-Honda            | + 1 krug            | 6.   | 4      |
| 9.   | 10  | Pierre Gasly     | AlphaTauri-Honda          | + 1 krug            | 10.  | 2      |
| 10.  | 4   | Lando Norris     | McLaren-Renault           | + 1 krug            | 8.   | 1      |

| Najbrži krug | Valtteri Bottas - 1 min 18,183 s |

| Poz. | Br. | Vozač            | Konstruktor               | Vrijeme            | Grid | Bodovi |
| ---- | --- | ---------------- | ------------------------- | ------------------ | ---- | ------ |
| 1.   | 44  | Lewis Hamilton   | Mercedes                  | 1 h 24 min 8,761 s | 1.   | 25     |
| 2.   | 77  | Valtteri Bottas  | Mercedes                  | + 8,448 s          | 2.   | 18     |
| 3.   | 33  | Max Verstappen   | Red Bull-Honda            | + 15,455 s         | 3.   | 15     |
| 4.   | 3   | Daniel Ricciardo | Renault                   | + 18,877 s         | 4.   | 13     |
| 5.   | 31  | Esteban Ocon     | Renault                   | + 40,650 s         | 6.   | 10     |
| 6.   | 23  | Alexander Albon  | Red Bull-Honda            | + 42,712 s         | 5.   | 8      |
| 7.   | 4   | Lando Norris     | McLaren-Renault           | + 43,774 s         | 9.   | 6      |
| 8.   | 10  | Pierre Gasly     | AlphaTauri-Honda          | + 47,371 s         | 11.  | 4      |
| 9.   | 18  | Lance Stroll     | Racing Point-BWT Mercedes | + 52,603 s         | 8.   | 2      |
| 10.  | 11  | Sergio Pérez     | Racing Point-BWT Mercedes | + 53,179 s         | 7.   | 1      |

| Najbrži krug | Daniel Ricciardo - 1 min 47,483 s |

| Poz. | Br. | Vozač            | Konstruktor               | Vrijeme            | Grid | Bodovi |
| ---- | --- | ---------------- | ------------------------- | ------------------ | ---- | ------ |
| 1.   | 10  | Pierre Gasly     | AlphaTauri-Honda          | 1 h 47 min 6,056 s | 10.  | 25     |
| 2.   | 55  | Carlos Sainz     | McLaren-Renault           | + 0,415 s          | 3.   | 18     |
| 3.   | 18  | Lance Stroll     | Racing Point-BWT Mercedes | + 3,358 s          | 8.   | 15     |
| 4.   | 4   | Lando Norris     | McLaren-Renault           | + 6,000 s          | 6.   | 12     |
| 5.   | 77  | Valtteri Bottas  | Mercedes                  | + 7,108 s          | 2.   | 10     |
| 6.   | 3   | Daniel Ricciardo | Renault                   | + 8,391 s          | 7.   | 8      |
| 7.   | 44  | Lewis Hamilton   | Mercedes                  | + 17,245 s         | 1.   | 7      |
| 8.   | 31  | Esteban Ocon     | Renault                   | + 18,691 s         | 12.  | 4      |
| 9.   | 26  | Daniil Kvjat     | AlphaTauri-Honda          | + 22,280 s         | 11.  | 2      |
| 10.  | 11  | Sergio Pérez     | Racing Point-BWT Mercedes | + 23,224 s         | 4.   | 1      |

| Najbrži krug | Lewis Hamilton - 1 min 22,746 s |

| Poz. | Br. | Vozač            | Konstruktor               | Vrijeme             | Grid | Bodovi |
| ---- | --- | ---------------- | ------------------------- | ------------------- | ---- | ------ |
| 1.   | 44  | Lewis Hamilton   | Mercedes                  | 2 h 19 min 35,060 s | 1.   | 26     |
| 2.   | 77  | Valtteri Bottas  | Mercedes                  | + 4,881 s           | 2.   | 18     |
| 3.   | 23  | Alexander Albon  | Red Bull-Honda            | + 8,064 s           | 4.   | 15     |
| 4.   | 3   | Daniel Ricciardo | Renault                   | + 10,417 s          | 8.   | 12     |
| 5.   | 11  | Sergio Pérez     | Racing Point-BWT Mercedes | + 15,650 s          | 7.   | 10     |
| 6.   | 4   | Lando Norris     | McLaren-Renault           | + 18,884 s          | 11.  | 8      |
| 7.   | 26  | Daniil Kvjat     | AlphaTauri-Honda          | + 21,757 s          | 12.  | 6      |
| 8.   | 16  | Charles Leclerc  | Ferrari                   | + 28,346 s          | 5.   | 4      |
| 9.   | 7   | Kimi Räikkönen   | Alfa Romeo-Ferrari        | + 29,771 s          | 13.  | 2      |
| 10.  | 5   | Sebastian Vettel | Ferrari                   | + 29,983 s          | 14.  | 1      |

| Najbrži krug | Lewis Hamilton - 1 min 18,833 s |

| Poz. | Br. | Vozač            | Konstruktor               | Vrijeme            | Grid | Bodovi |
| ---- | --- | ---------------- | ------------------------- | ------------------ | ---- | ------ |
| 1.   | 77  | Valtteri Bottas  | Mercedes                  | 1 h 34 min 0,364 s | 3.   | 26     |
| 2.   | 33  | Max Verstappen   | Red Bull-Honda            | + 7,729 s          | 2.   | 18     |
| 3.   | 44  | Lewis Hamilton   | Mercedes                  | + 22,729 s         | 1.   | 15     |
| 4.   | 11  | Sergio Pérez     | Racing Point-BWT Mercedes | + 30,558 s         | 4.   | 12     |
| 5.   | 3   | Daniel Ricciardo | Renault                   | + 52,065 s         | 5.   | 10     |
| 6.   | 16  | Charles Leclerc  | Ferrari                   | + 1 min 2,186 s    | 10.  | 8      |
| 7.   | 31  | Esteban Ocon     | Renault                   | + 1 min 8,006 s    | 7.   | 6      |
| 8.   | 26  | Daniil Kvjat     | AlphaTauri-Honda          | + 1 min 8,740 s    | 11.  | 4      |
| 9.   | 10  | Pierre Gasly     | AlphaTauri-Honda          | + 1 min 29,766 s   | 9.   | 2      |
| 10.  | 23  | Alexander Albon  | Red Bull-Honda            | + 1 min 37,860 s   | 15.  | 1      |

| Najbrži krug | Valtteri Bottas - 1 min 37,030 s |

| Poz. | Br. | Vozač              | Konstruktor               | Vrijeme             | Grid | Bodovi |
| ---- | --- | ------------------ | ------------------------- | ------------------- | ---- | ------ |
| 1.   | 44  | Lewis Hamilton     | Mercedes                  | 1 h 35 min 49,641 s | 2.   | 25     |
| 2.   | 33  | Max Verstappen     | Red Bull-Honda            | + 4,470 s           | 3.   | 19     |
| 3.   | 3   | Daniel Ricciardo   | Renault                   | + 14,613 s          | 6.   | 15     |
| 4.   | 11  | Sergio Pérez       | Racing Point-BWT Mercedes | + 16,070 s          | 9.   | 12     |
| 5.   | 55  | Carlos Sainz       | McLaren-Renault           | + 21,905 s          | 10.  | 10     |
| 6.   | 10  | Pierre Gasly       | AlphaTauri-Honda          | + 22,766 s          | 12.  | 8      |
| 7.   | 16  | Charles Leclerc    | Ferrari                   | + 30,814 s          | 4.   | 6      |
| 8.   | 27  | Nico Hülkenberg    | Racing Point-BWT Mercedes | + 32,596 s          | 20.  | 4      |
| 9.   | 8   | Romain Grosjean    | Haas-Ferrari              | + 39,081 s          | 16.  | 2      |
| 10.  | 99  | Antonio Giovinazzi | Alfa Romeo-Ferrari        | + 40,035 s          | 14.  | 1      |

| Najbrži krug | Max Verstappen - 1 min 28,139 s |

| Poz. | Br. | Vozač            | Konstruktor               | Vrijeme             | Grid | Bodovi |
| ---- | --- | ---------------- | ------------------------- | ------------------- | ---- | ------ |
| 1.   | 44  | Lewis Hamilton   | Mercedes                  | 1 h 29 min 56,828 s | 1.   | 26     |
| 2.   | 77  | Valtteri Bottas  | Mercedes                  | + 25,592 s          | 2.   | 18     |
| 3.   | 33  | Max Verstappen   | Red Bull-Honda            | + 34,508 s          | 3.   | 15     |
| 4.   | 16  | Charles Leclerc  | Ferrari                   | + 1 min 5,312 s     | 4.   | 12     |
| 5.   | 10  | Pierre Gasly     | AlphaTauri-Honda          | + 1 krug            | 9.   | 10     |
| 6.   | 55  | Carlos Sainz     | McLaren-Renault           | + 1 krug            | 7.   | 8      |
| 7.   | 11  | Sergio Pérez     | Racing Point-BWT Mercedes | + 1 krug            | 5.   | 6      |
| 8.   | 31  | Esteban Ocon     | Renault                   | + 1 krug            | 11.  | 4      |
| 9.   | 3   | Daniel Ricciardo | Renault                   | + 1 krug            | 10.  | 2      |
| 10.  | 5   | Sebastian Vettel | Ferrari                   | + 1 krug            | 15.  | 1      |

| Najbrži krug | Lewis Hamilton - 1 min 18,750 s |

## Sistem bodovanja
Sistem bodovanja u Formuli 1
| Plasman | 1. | 2. | 3. | 4. | 5. | 6. | 7. | 8. | 9. | 10. | Najbrži krug* |
| Bodovi  | 25 | 18 | 15 | 12 | 10 | 8  | 6  | 4  | 2  | 1   | 1             |

- 1 bod osvaja vozač koji ostvari najbrži krug u utrci, ali samo ako se nalazi unutar prve desetorice, odnosno osvajača bodova.

| Boja | Značenje                                    |
| ---- | ------------------------------------------- |
| 11.  | Vozač je završio utrku izvan bodova.        |
| 12.* | Vozač je odustao, ali je odvozio 90% utrke. |
| Odu. | Vozač nije završio utrku. (Odustao)         |
| Ns.  | Vozač nije startao utrku.                   |

## Poredak

### Vozači
| Mjesto | Vozač              | Bodovi | AUT  | ŠTA  | MAĐ  | VBR  | 70.  | ŠPA  | BEL  | ITA  | TOS  | RUS  | EIF  | POR  | EMI  | TUR  | BHR  | SKR  | ABU  |
| ------ | ------------------ | ------ | ---- | ---- | ---- | ---- | ---- | ---- | ---- | ---- | ---- | ---- | ---- | ---- | ---- | ---- | ---- | ---- | ---- |
| 1.     | Lewis Hamilton     | 347    | 4.   | 1.   | 1.   | 1.   | 2.   | 1.   | 1.   | 7.   | 1.   | 3.   | 1.   | 1.   | 1.   | 1.   | 1.   |      | 3.   |
| 2.     | Valtteri Bottas    | 223    | 1.   | 2.   | 3.   | 11.  | 3.   | 3.   | 2.   | 5.   | 2.   | 1.   | Odu. | 2.   | 2.   | 14.  | 8.   | 8.   | 2.   |
| 3.     | Max Verstappen     | 214    | Odu. | 3.   | 2.   | 2.   | 1.   | 2.   | 3.   | Odu. | Odu. | 2.   | 2.   | 3.   | Odu. | 6.   | 2.   | Odu. | 1.   |
| 4.     | Sergio Pérez       | 125    | 6.   | 6.   | 7.   |      |      | 5.   | 10.  | 10.  | 5.   | 4.   | 4.   | 7.   | 6.   | 2.   | 18.* | 1.   | Odu. |
| 5.     | Daniel Ricciardo   | 119    | Odu. | 8.   | 8.   | 4.   | 14.  | 11.  | 4.   | 6.   | 4.   | 5.   | 3.   | 9.   | 3.   | 10.  | 7.   | 5.   | 7.   |
| 6.     | Carlos Sainz       | 105    | 5.   | 9.   | 9.   | 13.  | 13.  | 6.   | Ns.  | 2.   | Odu. | Odu. | 5.   | 6.   | 7.   | 5.   | 5.   | 4.   | 6.   |
| 7.     | Alexander Albon    | 105    | 13.* | 4.   | 5.   | 8.   | 5.   | 8.   | 6.   | 15.  | 3.   | 10.  | Odu. | 12.  | 15.  | 7.   | 3.   | 6.   | 4.   |
| 8.     | Charles Leclerc    | 98     | 2.   | Odu. | 11.  | 3.   | 4.   | Odu. | 14.  | Odu. | 8.   | 6.   | 7.   | 4.   | 5.   | 4.   | 10.  | Odu. | 13.  |
| 9.     | Lando Norris       | 97     | 3.   | 5.   | 13.  | 5.   | 9.   | 10.  | 7.   | 4.   | 6.   | 15.  | Odu. | 13.  | 8.   | 8.   | 4.   | 10.  | 5.   |
| 10.    | Pierre Gasly       | 75     | 7.   | 15.  | Odu. | 7.   | 11.  | 9.   | 8.   | 1.   | Odu. | 9.   | 6.   | 5.   | Odu. | 13.  | 6.   | 11.  | 8.   |
| 11.    | Lance Stroll       | 75     | Odu. | 7.   | 4.   | 9.   | 6.   | 4.   | 9.   | 3.   | Odu. | Odu. |      | Odu. | 13.  | 9.   | Odu. | 3.   | 10.  |
| 12.    | Esteban Ocon       | 62     | 8.   | Odu. | 14.  | 6.   | 8.   | 13.  | 5.   | 8.   | Odu. | 7.   | Odu. | 8.   | Odu. | 11.  | 9.   | 2.   | 9.   |
| 13.    | Sebastian Vettel   | 33     | 10.  | Odu. | 6.   | 10.  | 12.  | 7.   | 13.  | Odu. | 10.  | 13.  | 11.  | 10.  | 12.  | 3.   | 13.  | 12.  | 14.  |
| 14.    | Daniil Kvjat       | 32     | 12.* | 10.  | 12.  | Odu. | 10.  | 12.  | 11.  | 9.   | 7.   | 8.   | 15.  | 19.  | 4.   | 12.  | 11.  | 7.   | 11.  |
| 15.    | Nico Hülkenberg    | 10     |      |      |      | Ns.  | 7.   |      |      |      |      |      | 8.   |      |      |      |      |      |      |
| 16.    | Kimi Räikkönen     | 4      | Odu. | 11.  | 15.  | 17.  | 15.  | 14.  | 12.  | 13.  | 9.   | 14.  | 12.  | 11.  | 9.   | 15.  | 15.  | 14.  | 12.  |
| 17.    | Antonio Giovinazzi | 4      | 9.   | 14.  | 17.  | 14.  | 17.  | 16.  | Odu. | 16.  | Odu. | 11.  | 10.  | 15.  | 10.  | Odu. | 16.  | 13.  | 16.  |
| 18.    | George Russell     | 3      | Odu. | 16.  | 18.  | 12.  | 18.  | 17.  | Odu. | 14.  | 11.  | 18.  | Odu. | 14.  | Odu. | 16.  | 12.  | 9.   | 15.  |
| 19.    | Romain Grosjean    | 2      | Odu. | 13.  | 16.  | 16.  | 16.  | 19.  | 15.  | 12.  | 12.  | 17.  | 9.   | 17.  | 14.  | Odu. | Odu. |      |      |
| 20.    | Kevin Magnussen    | 1      | Odu. | 12.  | 10.  | Odu. | Odu. | 15.  | 17.  | Odu. | Odu. | 12.  | 13.  | 16.  | Odu. | 17.* | 17.  | 15.  | 18.  |
| 21.    | Nicholas Latifi    | 0      | 11.  | 17.  | 19.  | 15.  | 19.  | 18.  | 16.  | 11.  | Odu. | 16.  | 14.  | 18.  | 11.  | Odu. | 14.  | Odu. | 17.  |
| 22.    | Jack Aitken        | 0      |      |      |      |      |      |      |      |      |      |      |      |      |      |      |      | 16.  |      |
| 23.    | Pietro Fittipaldi  | 0      |      |      |      |      |      |      |      |      |      |      |      |      |      |      |      | 17.  | 19.  |
| Mjesto | Vozač              | Bodovi | AUT  | ŠTA  | MAĐ  | VBR  | 70.  | ŠPA  | BEL  | ITA  | TOS  | RUS  | EIF  | POR  | EMI  | TUR  | BHR  | SKR  | ABU  |

### Konstruktori
| Mjesto | Konstruktor               | Bodovi | AUT  | ŠTA  | MAĐ  | VBR  | 70.  | ŠPA  | BEL  | ITA  | TOS  | RUS  | EIF  | POR  | EMI  | TUR  | BHR  | SKR  | ABU  |
| ------ | ------------------------- | ------ | ---- | ---- | ---- | ---- | ---- | ---- | ---- | ---- | ---- | ---- | ---- | ---- | ---- | ---- | ---- | ---- | ---- |
| 1.     | Mercedes                  | 573    | 1.   | 1.   | 1.   | 1.   | 2.   | 1.   | 1.   | 5.   | 1.   | 1.   | 1.   | 1.   | 1.   | 1.   | 1.   | 8.   | 2.   |
| 1.     | Mercedes                  | 573    | 4.   | 2.   | 3.   | 11.  | 3.   | 3.   | 2.   | 7.   | 2.   | 3.   | Odu. | 2.   | 2.   | 14.  | 8.   | 9.   | 3.   |
| 2.     | Red Bull-Honda            | 319    | 13.* | 3.   | 2.   | 2.   | 1.   | 2.   | 3.   | 15.  | 3.   | 2.   | 2.   | 3.   | 15.  | 6.   | 2.   | 6.   | 1.   |
| 2.     | Red Bull-Honda            | 319    | Odu. | 4.   | 5.   | 8.   | 5.   | 8.   | 6.   | Odu. | Odu. | 10.  | Odu. | 12.  | Odu. | 7.   | 3.   | Odu. | 4.   |
| 3.     | McLaren-Renault           | 202    | 3.   | 5.   | 9.   | 5.   | 9.   | 6.   | 7.   | 2.   | 6.   | 15.  | 5.   | 6.   | 7.   | 5.   | 4.   | 4.   | 5.   |
| 3.     | McLaren-Renault           | 202    | 5.   | 9.   | 13.  | 13.  | 13.  | 10.  | Ns.  | 4.   | Odu. | Odu. | Odu. | 13.  | 8.   | 8.   | 5.   | 10.  | 6.   |
| 4.     | Racing Point-BWT Mercedes | 195    | 6.   | 6.   | 4.   | 9.   | 6.   | 4.   | 9.   | 3.   | 5.   | 4.   | 4.   | 7.   | 6.   | 2.   | 18.* | 1.   | 10.  |
| 4.     | Racing Point-BWT Mercedes | 195    | Odu. | 7.   | 7.   | Ns.  | 7.   | 5.   | 10.  | 10.  | Odu. | Odu. | 8.   | Odu. | 13.  | 9.   | Odu. | 3.   | Odu. |
| 5.     | Renault                   | 181    | 8.   | 8.   | 8.   | 4.   | 8.   | 11.  | 4.   | 6.   | 4.   | 5.   | 3.   | 8.   | 3.   | 10.  | 7.   | 2.   | 7.   |
| 5.     | Renault                   | 181    | Odu. | Odu. | 14.  | 6.   | 14.  | 13.  | 5.   | 8.   | Odu. | 7.   | Odu. | 9.   | Odu. | 11.  | 9.   | 5.   | 9.   |
| 6.     | Ferrari                   | 131    | 2.   | Odu. | 6.   | 3.   | 4.   | 7.   | 13.  | Odu. | 8.   | 6.   | 7.   | 4.   | 5.   | 3.   | 10.  | 12.  | 13.  |
| 6.     | Ferrari                   | 131    | 10.  | Odu. | 11.  | 10.  | 12.  | Odu. | 14.  | Odu. | 10.  | 13.  | 11.  | 10.  | 12.  | 4.   | 13.  | Odu. | 14.  |
| 7.     | AlphaTauri-Honda          | 107    | 7.   | 10.  | 12.  | 7.   | 10.  | 9.   | 8.   | 1.   | 7.   | 8.   | 6.   | 5.   | 4.   | 12.  | 6.   | 7.   | 8.   |
| 7.     | AlphaTauri-Honda          | 107    | 12.* | 15.  | Odu. | Odu. | 11.  | 12.  | 11.  | 9.   | Odu. | 9.   | 15.  | 19.  | Odu. | 13.  | 11.  | 11.  | 11.  |
| 8.     | Alfa Romeo-Ferrari        | 8      | 9.   | 11.  | 15.  | 14.  | 15.  | 14.  | 12.  | 13.  | 9.   | 11.  | 10.  | 11.  | 9.   | 15.  | 15.  | 13.  | 12.  |
| 8.     | Alfa Romeo-Ferrari        | 8      | Odu. | 14.  | 17.  | 17.  | 17.  | 16.  | Odu. | 16.  | Odu. | 14.  | 12.  | 15.  | 10.  | Odu. | 16.  | 14.  | 16.  |
| 9.     | Haas-Ferrari              | 3      | Odu. | 12.  | 10.  | 16.  | 16.  | 15.  | 15.  | 12.  | 12.  | 12.  | 9.   | 16.  | 14.  | 17.* | 17.  | 15.  | 18.  |
| 9.     | Haas-Ferrari              | 3      | Odu. | 13.  | 16.  | Odu. | Odu. | 19.  | 17.  | Odu. | Odu. | 17.  | 13.  | 17.  | Odu. | Odu. | Odu. | 17.  | 19.  |
| 10.    | Williams-Mercedes         | 0      | 11.  | 16.  | 18.  | 12.  | 18.  | 17.  | 16.  | 11.  | 11.  | 16.  | 14.  | 14.  | 11.  | 16.  | 12.  | 16.  | 15.  |
| 10.    | Williams-Mercedes         | 0      | Odu. | 17.  | 19.  | 15.  | 19.  | 19.  | Odu. | 14.  | Odu. | 18.  | Odu. | 18.  | Odu. | Odu. | 14.  | Odu. | 17.  |
| Mjesto | Konstruktor               | Bodovi | AUT  | ŠTA  | MAĐ  | VBR  | 70.  | ŠPA  | BEL  | ITA  | TOS  | RUS  | EIF  | POR  | EMI  | TUR  | BHR  | SKR  | ABU  |

- Racing Point-BWT Mercedes je osvojio ukupno 209 bodova, ali je odlukom FIA-e 7. kolovoza između dvije utrke u Silverstoneu, konstruktor kažnjen s 400 000 eura i oduzimanjem 15 bodova, nakon što nisu uspjeli dokazati da je dizajn usisnika za hlađenje stražnjih kočnica njihov, a ne kopija Mercedesovog dizajna iz 2019.

## Kvalifikacije
| Poz. | AUT        | ŠTA        | MAĐ        | VBR        | 70.        | ŠPA        | BEL        | ITA        | TOS        | Poz. |
| ---- | ---------- | ---------- | ---------- | ---------- | ---------- | ---------- | ---------- | ---------- | ---------- | ---- |
| 1.   | Bottas     | Hamilton   | Hamilton   | Hamilton   | Bottas     | Hamilton   | Hamilton   | Hamilton   | Hamilton   | 1.   |
| 2.   | Hamilton   | Verstappen | Bottas     | Bottas     | Hamilton   | Bottas     | Bottas     | Bottas     | Bottas     | 2.   |
| 3.   | Verstappen | Sainz      | Stroll     | Verstappen | Hülkenberg | Verstappen | Verstappen | Sainz      | Verstappen | 3.   |
| 4.   | Norris     | Bottas     | Pérez      | Leclerc    | Verstappen | Pérez      | Ricciardo  | Pérez      | Albon      | 4.   |
| 5.   | Albon      | Ocon       | Vettel     | Norris     | Ricciardo  | Stroll     | Albon      | Verstappen | Leclerc    | 5.   |
| 6.   | Pérez      | Norris     | Leclerc    | Stroll     | Stroll     | Albon      | Ocon       | Norris     | Pérez      | 6.   |
| 7.   | Leclerc    | Albon      | Verstappen | Sainz      | Gasly      | Sainz      | Sainz      | Ricciardo  | Stroll     | 7.   |
| 8.   | Sainz      | Gasly      | Norris     | Ricciardo  | Leclerc    | Norris     | Pérez      | Stroll     | Ricciardo  | 8.   |
| 9.   | Stroll     | Ricciardo  | Sainz      | Ocon       | Albon      | Leclerc    | Stroll     | Albon      | Sainz      | 9.   |
| 10.  | Ricciardo  | Vettel     | Gasly      | Vettel     | Norris     | Gasly      | Norris     | Gasly      | Ocon       | 10.  |
| 11.  | Vettel     | Leclerc    | Ricciardo  | Gasly      | Ocon       | Vettel     | Kvjat      | Kvjat      | Norris     | 11.  |
| 12.  | Gasly      | Russell    | Russell    | Albon      | Vettel     | Kvjat      | Gasly      | Ocon       | Kvjat      | 12.  |
| 13.  | Kvjat      | Stroll     | Albon      | Hülkenberg | Sainz      | Ricciardo  | Leclerc    | Leclerc    | Räikkönen  | 13.  |
| 14.  | Ocon       | Kvjat      | Ocon       | Kvjat      | Grosjean   | Räikkönen  | Vettel     | Räikkönen  | Vettel     | 14.  |
| 15.  | Grosjean   | Magnussen  | Latifi     | Russell    | Russell    | Ocon       | Russell    | Magnussen  | Grosjean   | 15.  |
| 16.  | Magnussen  | Räikkönen  | Magnussen  | Magnussen  | Kvjat      | Magnussen  | Räikkönen  | Grosjean   | Gasly      | 16.  |
| 17.  | Russell    | Pérez      | Kvjat      | Giovinazzi | Magnussen  | Grosjean   | Grosjean   | Vettel     | Giovinazzi | 17.  |
| 18.  | Giovinazzi | Latifi     | Grosjean   | Räikkönen  | Latifi     | Russell    | Giovinazzi | Giovinazzi | Russell    | 18.  |
| 19.  | Räikkönen  | Giovinazzi | Giovinazzi | Grosjean   | Giovinazzi | Latifi     | Latifi     | Russell    | Latifi     | 19.  |
| 20.  | Latifi     | Grosjean   | Räikkönen  | Latifi     | Räikkönen  | Giovinazzi | Magnussen  | Latifi     | Magnussen  | 20.  |

- VN Austrije - Lewis Hamilton je dobio 3 mjesta kazne na gridu jer nije usporio pod žutim zastavama u kvalifikacijama, te je startao s 5. mjesta.
- VN Štajerske - Charles Leclerc je dobio 3 mjesta kazne za ometanje Daniila Kvjata u kvalifikacijama, te je startao s 14. mjesta. Lando Norris je dobio 3 mjesta kazne zbog pretjecanja Pierrea Gaslyja za vrijeme žutih zastava u petak na treningu, te je startao s 11. mjesta. Antonio Giovinazzi je zaradio kaznu od 5 mjesta na gridu zbog promjene mjenjača, no kako je ostvario pretposljednje vrijeme kvalifikacija, a posljednji Romain Grosjean nije niti odradio mjereni krug, Giovinazzi je startao na istoj poziciji.
- VN Velike Britanije - Daniil Kvjat je dobio 5 mjesta kazne na gridu zbog promjene mjenjača, te je startao s 18. mjesta. George Russell je dobio 5 mjesta kazne na gridu jer nije usporio za vrijeme žutih zastava u kvalifikacijama, te je startao s posljednjeg 19. mjesta. Nico Hülkenberg nije startao utrku zbog problema s vijkom unutar kvačila.
- VN 70. obljetnice - Esteban Ocon je dobio 3 mjesta kazne na gridu zbog ometanja Georgea Russella u kvalifikacijama, te je startao s 14. mjesta.
- VN Belgije - Carlos Sainz nije startao utrku zbog problema s ispuhom.
- VN Toskane - Sergio Pérez je dobio 1 mjesto kazne zbog sudara s Kimijem Räikkönenom na drugom slobodnom treningu.

| Poz. | RUS        | EIF        | POR        | EMI        | TUR        | BHR        | SKR        | ABU        | Poz. |
| ---- | ---------- | ---------- | ---------- | ---------- | ---------- | ---------- | ---------- | ---------- | ---- |
| 1.   | Hamilton   | Bottas     | Hamilton   | Bottas     | Stroll     | Hamilton   | Bottas     | Verstappen | 1.   |
| 2.   | Verstappen | Hamilton   | Bottas     | Hamilton   | Verstappen | Bottas     | Russell    | Bottas     | 2.   |
| 3.   | Bottas     | Verstappen | Verstappen | Verstappen | Pérez      | Verstappen | Verstappen | Hamilton   | 3.   |
| 4.   | Pérez      | Leclerc    | Leclerc    | Gasly      | Albon      | Albon      | Leclerc    | Norris     | 4.   |
| 5.   | Ricciardo  | Albon      | Pérez      | Ricciardo  | Ricciardo  | Pérez      | Pérez      | Albon      | 5.   |
| 6.   | Sainz      | Ricciardo  | Albon      | Albon      | Hamilton   | Ricciardo  | Kvjat      | Sainz      | 6.   |
| 7.   | Ocon       | Ocon       | Sainz      | Leclerc    | Ocon       | Ocon       | Ricciardo  | Kvjat      | 7.   |
| 8.   | Norris     | Norris     | Norris     | Kvjat      | Räikkönen  | Gasly      | Sainz      | Stroll     | 8.   |
| 9.   | Gasly      | Pérez      | Gasly      | Norris     | Bottas     | Norris     | Gasly      | Leclerc    | 9.   |
| 10.  | Albon      | Sainz      | Ricciardo  | Sainz      | Giovinazzi | Kvjat      | Stroll     | Gasly      | 10.  |
| 11.  | Leclerc    | Vettel     | Ocon       | Pérez      | Norris     | Vettel     | Ocon       | Ocon       | 11.  |
| 12.  | Kvjat      | Gasly      | Stroll     | Ocon       | Vettel     | Leclerc    | Albon      | Ricciardo  | 12.  |
| 13.  | Stroll     | Kvjat      | Kvjat      | Russell    | Sainz      | Stroll     | Vettel     | Vettel     | 13.  |
| 14.  | Russell    | Giovinazzi | Russell    | Vettel     | Leclerc    | Russell    | Giovinazzi | Giovinazzi | 14.  |
| 15.  | Vettel     | Magnussen  | Vettel     | Stroll     | Gasly      | Sainz      | Norris     | Pérez      | 15.  |
| 16.  | Grosjean   | Grosjean   | Räikkönen  | Grosjean   | Magnussen  | Giovinazzi | Magnussen  | Räikkönen  | 16.  |
| 17.  | Giovinazzi | Russell    | Giovinazzi | Magnussen  | Kvjat      | Räikkönen  | Latifi     | Magnussen  | 17.  |
| 18.  | Magnussen  | Latifi     | Grosjean   | Räikkönen  | Russell    | Magnussen  | Aitken     | Russell    | 18.  |
| 19.  | Latifi     | Räikkönen  | Magnussen  | Latifi     | Grosjean   | Grosjean   | Räikkönen  | Fittipaldi | 19.  |
| 20.  | Räikkönen  | Hülkenberg | Latifi     | Giovinazzi | Latifi     | Latifi     | Fittipaldi | Latifi     | 20.  |

- VN Rusije - Alexander Albon je dobio 5 mjesta kazne na gridu zbog promjene mjenjača, te je startao s 15. mjesta. Nicholas Latifi je dobio 5 mjesta kazne na gridu zbog promjene mjenjača, te je startao s 20. mjesta.
- VN Turske - George Russell je dobio 15 mjesta kazne jer je uzeo četvrti motor, četvrti turbopunjač, četvrti MGU-H i treći MGU-K. Za sve osim za posljednji spomenuti element dobio je po 5 mjesta kazne. Russell je utrku startao iz boksa. Nicholas Latifi je startao iz boksa jer ga nije napustio prije nego što se boks zatvorio uoči starta utrke. Carlos Sainz je dobio 3 mjesta kazne na gridu zbog ometanja Sergija Péreza tijekom kvalifikacija. Lando Norris je dobio 5 mjesta kazne na gridu jer nije poštovao žute zastave tijekom kvalifikacija. Pierre Gasly je startao posljednji zbog nepoštovanja parc ferméa.

## Statistike

### Vozači
| Vozač            | Postolja  | Postolja  | Postolja  | Prvo startno mjesto | Najbrži krug | Krugovi u vodstvu |
| Vozač            | 1. mjesto | 2. mjesto | 3. mjesto | Prvo startno mjesto | Najbrži krug | Krugovi u vodstvu |
| ---------------- | --------- | --------- | --------- | ------------------- | ------------ | ----------------- |
| Lewis Hamilton   | 11        | 1         | 2         | 10                  | 6            | 613               |
| Valtteri Bottas  | 2         | 6         | 3         | 5                   | 2            | 188               |
| Max Verstappen   | 2         | 6         | 3         | 1                   | 3            | 87                |
| Sergio Pérez     | 1         | 1         | -         | -                   | -            | 26                |
| Pierre Gasly     | 1         | -         | -         | -                   | -            | 26                |
| Charles Leclerc  | -         | 1         | 1         | -                   | -            | -                 |
| Carlos Sainz     | -         | 1         | -         | -                   | 1            | 5                 |
| Esteban Ocon     | -         | 1         | -         | -                   | -            | -                 |
| Daniel Ricciardo | -         | -         | 2         | -                   | 2            | -                 |
| Alexander Albon  | -         | -         | 2         | -                   | -            | 1                 |
| Lance Stroll     | -         | -         | 2         | 1                   | -            | 32                |
| Lando Norris     | -         | -         | 1         | -                   | 2            | -                 |
| Sebastian Vettel | -         | -         | 1         | -                   | -            | -                 |
| George Russell   | -         | -         | -         | -                   | 1            | 59                |

### Konstruktori
| Konstruktor               | Postolja  | Postolja  | Postolja  | Prvo startno mjesto | Najbrži krug | Krugovi u vodstvu |
| Konstruktor               | 1. mjesto | 2. mjesto | 3. mjesto | Prvo startno mjesto | Najbrži krug | Krugovi u vodstvu |
| ------------------------- | --------- | --------- | --------- | ------------------- | ------------ | ----------------- |
| Mercedes                  | 13        | 7         | 5         | 15                  | 9            | 860               |
| Red Bull-Honda            | 2         | 6         | 5         | 1                   | 3            | 87                |
| Racing Point-BWT Mercedes | 1         | 1         | 2         | 1                   | -            | 58                |
| AlphaTauri-Honda          | 1         | -         | -         | -                   | -            | 26                |
| Renault                   | -         | 1         | 2         | -                   | 2            | -                 |
| Ferrari                   | -         | 1         | 2         | -                   | -            | -                 |
| McLaren-Renault           | -         | 1         | 1         | -                   | 3            | 5                 |

### Vodeći vozač i konstruktor u prvenstvu
U rubrici bodovi, prikazana je bodovna prednost vodećeg vozača / konstruktora ispred drugoplasiranog, dok je žutom bojom označena utrka na kojoj je vozač / konstruktor osvojio naslov prvaka.
| Utrka               | Vozač           | Bodovi |
| ------------------- | --------------- | ------ |
| VN Austrije         | Valtteri Bottas | 7      |
| VN Štajerske        | Valtteri Bottas | 6      |
| VN Mađarske         | Lewis Hamilton  | 5      |
| VN Velike Britanije | Lewis Hamilton  | 30     |
| VN 70. obljetnice   | Lewis Hamilton  | 30     |
| VN Španjolske       | Lewis Hamilton  | 37     |
| VN Belgije          | Lewis Hamilton  | 47     |
| VN Italije          | Lewis Hamilton  | 47     |
| VN Toskane          | Lewis Hamilton  | 55     |
| VN Rusije           | Lewis Hamilton  | 44     |
| VN Eifela           | Lewis Hamilton  | 69     |
| VN Portugala        | Lewis Hamilton  | 77     |
| VN Emilia Romagne   | Lewis Hamilton  | 85     |
| VN Turske           | Lewis Hamilton  | 110    |
| VN Bahreina         | Lewis Hamilton  | 131    |
| VN Sakhira          | Lewis Hamilton  | 127    |
| VN Abu Dhabija      | Lewis Hamilton  | 124    |

| Utrka               | Konstruktor | Bodovi |
| ------------------- | ----------- | ------ |
| VN Austrije         | Mercedes    | 11     |
| VN Štajerske        | Mercedes    | 41     |
| VN Mađarske         | Mercedes    | 66     |
| VN Velike Britanije | Mercedes    | 68     |
| VN 70. obljetnice   | Mercedes    | 67     |
| VN Španjolske       | Mercedes    | 85     |
| VN Belgije          | Mercedes    | 106    |
| VN Italije          | Mercedes    | 123    |
| VN Toskane          | Mercedes    | 152    |
| VN Rusije           | Mercedes    | 174    |
| VN Eifela           | Mercedes    | 180    |
| VN Portugala        | Mercedes    | 209    |
| VN Emilia Romagne   | Mercedes    | 253    |
| VN Turske           | Mercedes    | 264    |
| VN Bahreina         | Mercedes    | 259    |
| VN Sakhira          | Mercedes    | 258    |
| VN Abu Dhabija      | Mercedes    | 254    |

## Vanjske poveznice
- Službena stranica Formule 1 - formula1.com
- Formula 1 2020. Stats F1